# Uppsala
Uppsala (uttal (fil)) (äldre stavning Upsala) är en tätort i Uppland, centralort i Uppsala kommun och residensstad för Uppsala län. Den är Sveriges fjärde största tätort med 174 982 invånare (2023) i tätorten, medan hela kommunen har cirka 248 000 invånare (2025).
Sedan 1164 är Uppsala kyrkligt centrum i Sverige i och med dess ärkebiskopssäte inom Svenska kyrkan. Uppsala universitet, grundat 1477, är det äldsta sätet för högre utbildning i Norden.

## Namn
Stadens tidigaste namn var Östra Aros, där Aros (det ursprungliga namnet) betyder åmynning och syftar på Fyrisåns utlopp i Mälaren. Östra tillades för att skilja orten från Västra Aros (Västerås). Orten Uppsala (ub salum, 900-talets slut, dvs. Upsalum) låg norr om Östra Aros och den var från 1164 säte för ärkebiskopen. När ärkebiskopssätet ungefär 1273 flyttades till Östra Aros följde namnet Uppsala med och Östra Aros blev Uppsala. Den ort som förut hade namnet Uppsala fick heta Gamla Uppsala. Namnet Uppsala har tillkommit som jämförelse med den tidigare byn Sala (den nuvarande stadsdelen Sala backe). Upp- betyder 'det längre upp belägna Sala'. Sala är pluralis av sal, som har tolkats på två olika sätt. En tolkning är att det betyder 'enklare byggnad' och en annan tolkning är 'festhall'.

## Historia

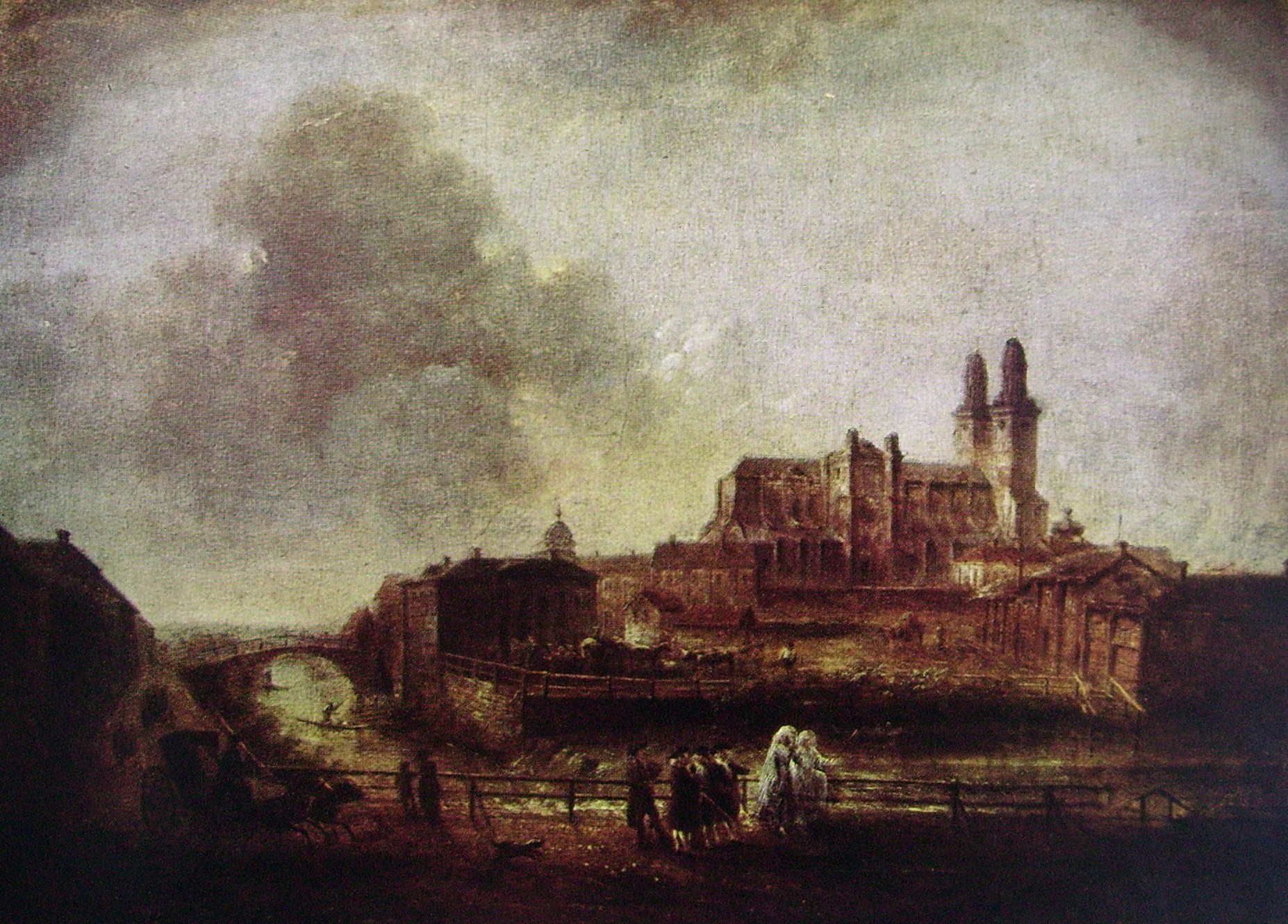
Utsikt av Uppsala med Uppsala domkyrka på 1700-talet, utförd av Elias Martin.
Notera att kyrkans tornspiror ändrats sedan dess, som ett resultat av flera renoveringar och ombyggnationer efter en brand år 1702.

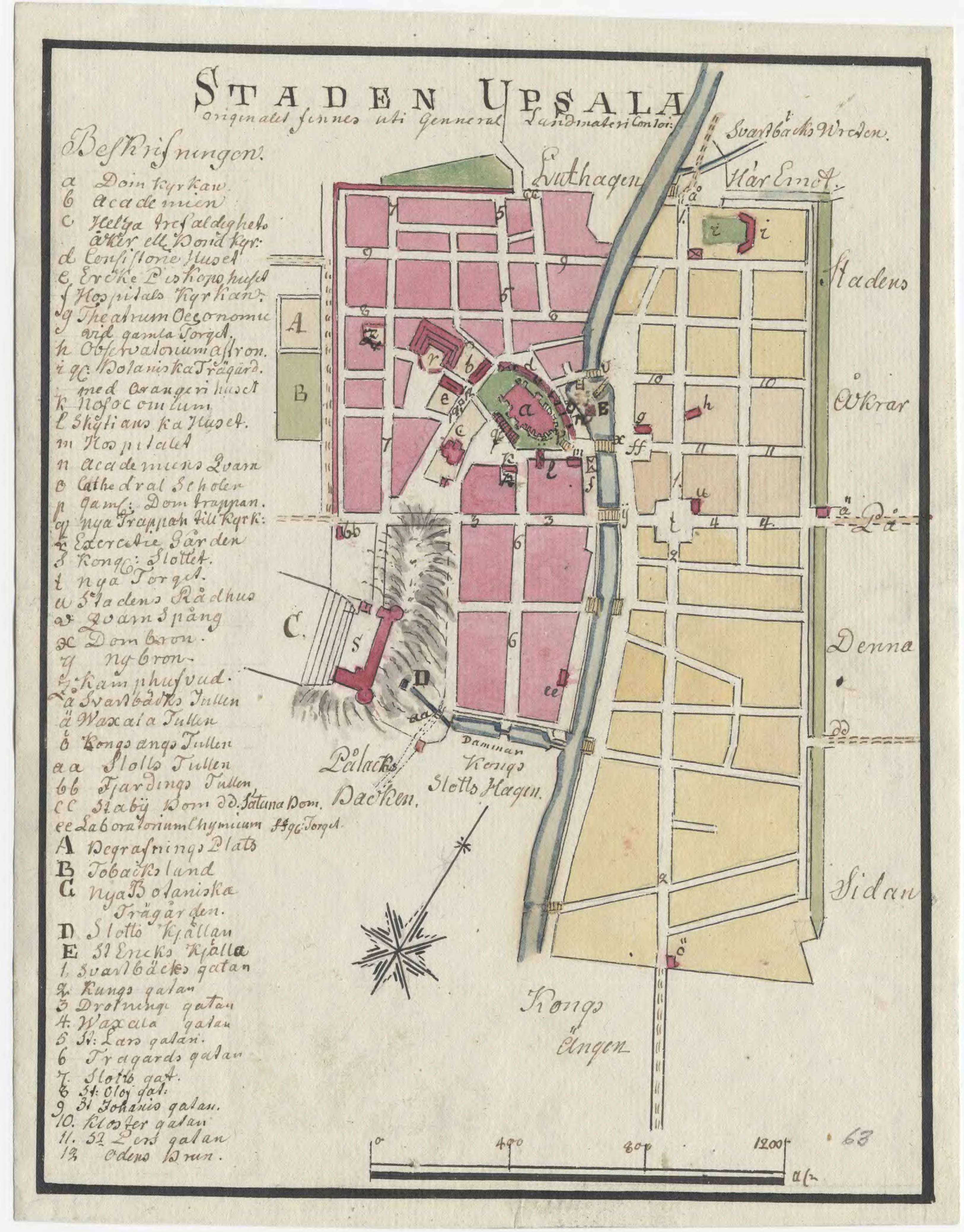
Karta över Uppsala från 1790-talet.

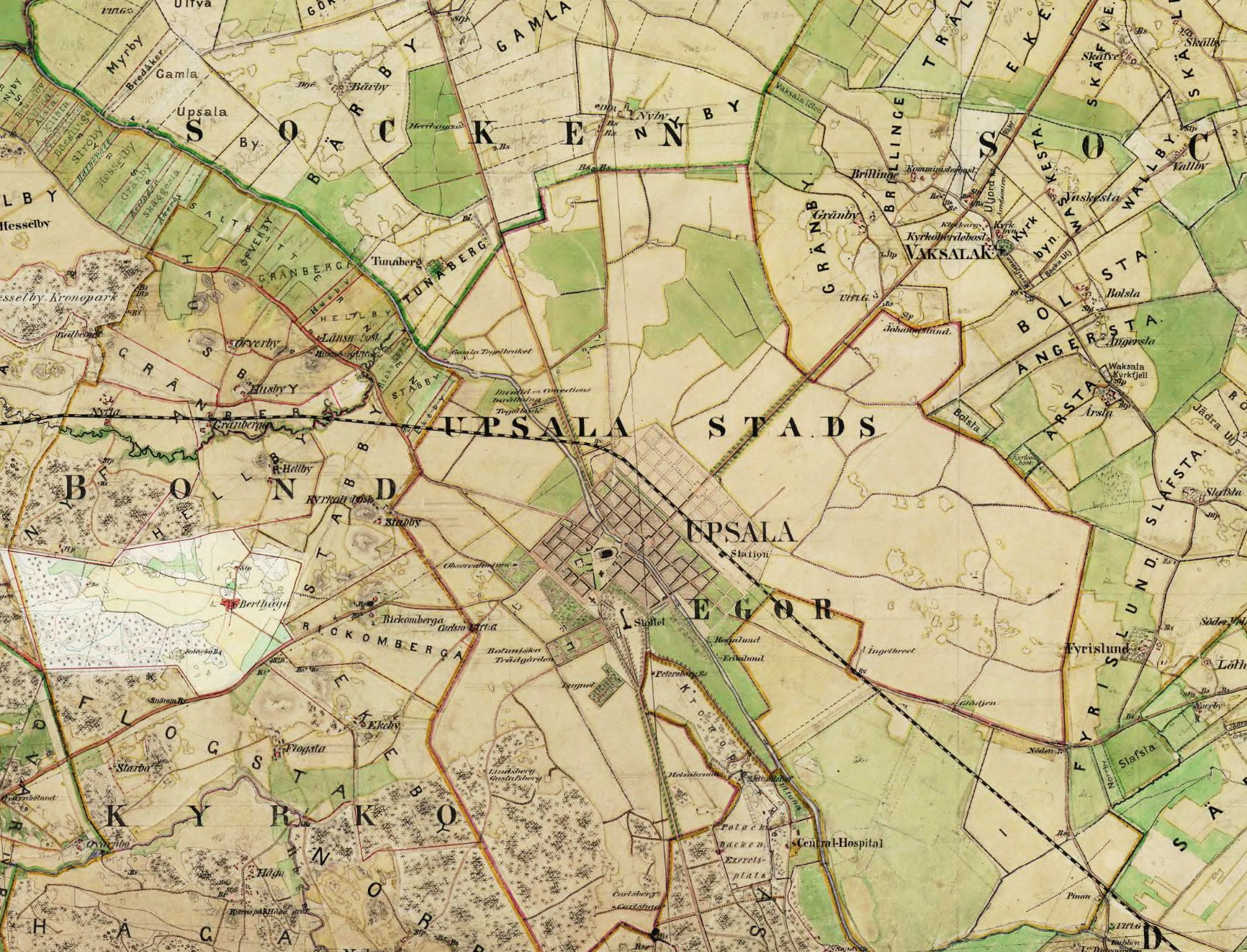
"Upsala stads egor" på Häradsekonomiska kartan från 1859.

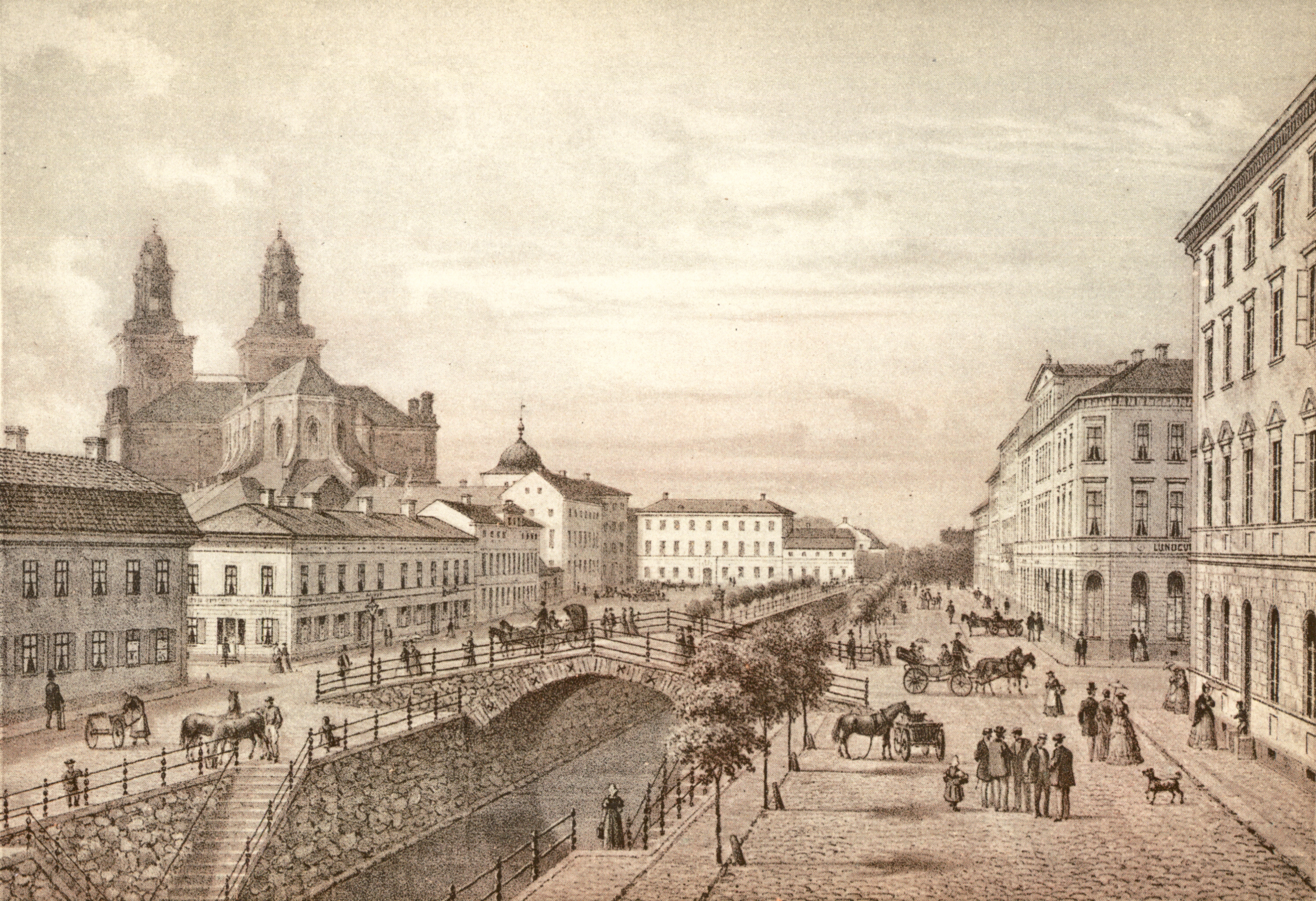
Ågatorna med Nybron. Litografi av Alexander Nay (1870).

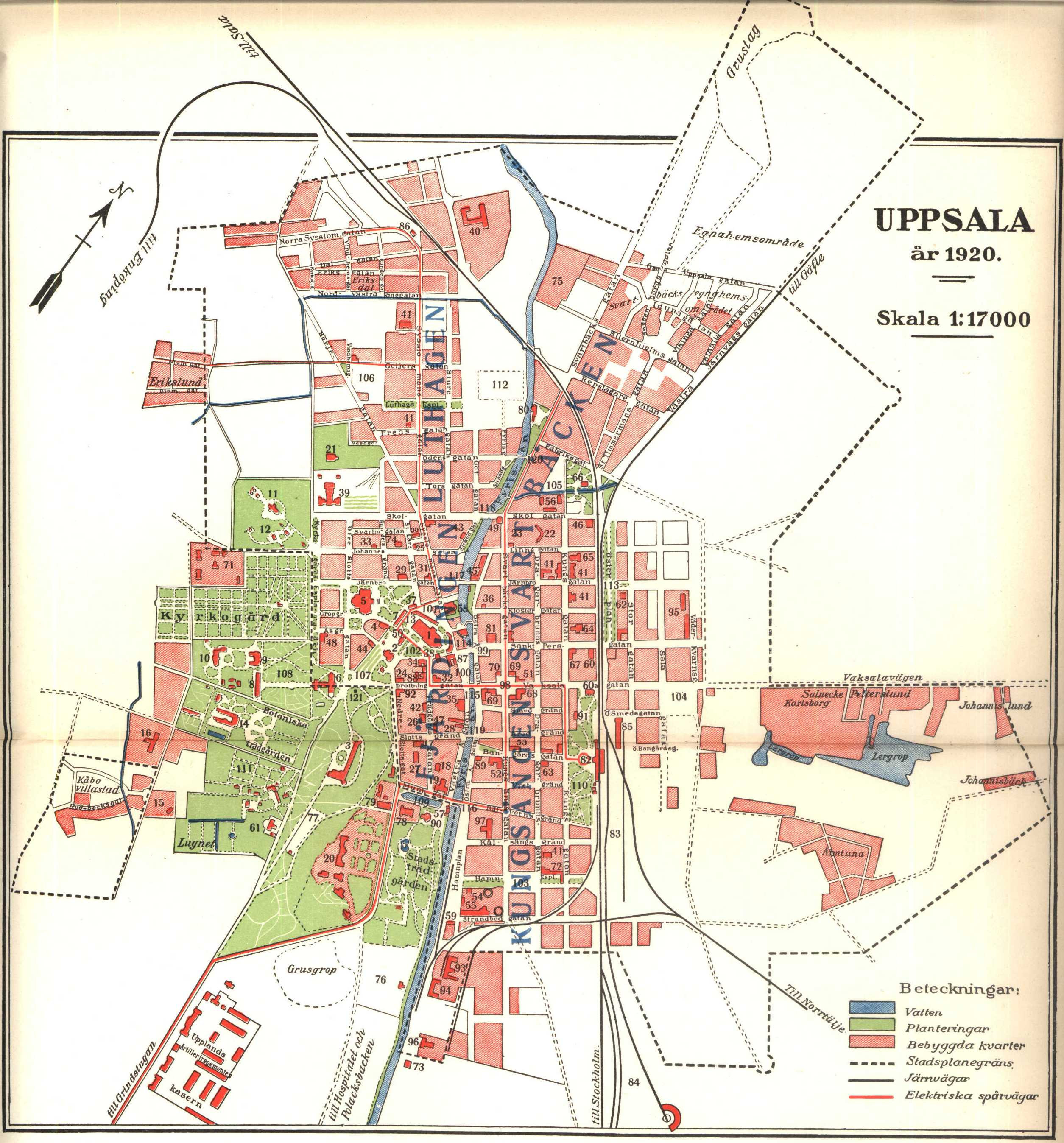
Karta över Uppsala, 1920.

Dagens Uppsala hette tidigare Östra Aros, och det nuvarande Gamla Uppsala hette då Uppsala (Ubsala, Upsalir, med flera stavningar). Mälarfjärden Ekoln sträckte sig vid den här tiden fram till Östra Aros, som var Uppsalas hamn. Östra Aros kom att ta över namnet Uppsala i samband med att ärkestiftet flyttades på 1280-talet. Vattenvägarna via Stäket och Ekoln från Mälaren norrut gjorde tidigt platsen till knutpunkt för handel med framförallt pälsvaror från skogsområden norrut och inåt landet. Uppsala domkyrka invigdes år 1435.
Handlingar, som mera eller mindre direkt angår dess privilegier, finns ända från början av 1300-talet, egentliga stadfästelser på privilegierna från 1497 som uppstad. Östra Aros omtalas dock första gången 1164–67, och redan på 1100-talet fanns här en köpstad. Myntning påbörjas i staden omkring 1200. Uppsala omtalas som stad första gången 1300, och det äldsta stadssigillet härrör från 1302.
Stadens äldsta bebyggelse verkar utifrån arkeologiska fynd varit belägen på båda sidor om Fyrisån, mellan Dombron och Islandsbron ned till hamnen. Dendrokronologiska studier av byggnadsvirke har visat att det äldsta timret verkar ha avverkats omkring 1100. Perioden 1100–1200 består virket uteslutande av ek, därefter 1200–1340 av tall och ek, och från 1340 närmast uteslutande av tall. Förändringen kan vara kopplad till en förändring från skiftesverkshus till timrade hus, men också vara kopplat till en ökad urbanisering eller minskad virkestillgång. Stadens delar uppstod dels kring en kungsgård, sannolikt längst i söder mot Kungsängen och inom nuvarande Kungsängs-, samt även Vårfruroten, där också S:t Mariæ eller Vårfrukyrkan, första gången omtalad på 1220-talet legat; dels norrut till den i Fyrisån utlöpande, sedermera nästan uttorkade Svartbäcken över vilken den forna vägen från Gamla Upsala gick, över Tova bro, vars namn ännu finns i kvarteret Tovan. I denna norra del av staden har S:t Pers kyrka funnits, utom ett yngre kapell, samt ett franciskankloster, grundat på 1200-talet. Vid mitten av åstranden låg torget och stadens rådhus. Även västra strandens nedre delar har haft gamla minnen, såsom S:t Eriks kapell och ett sjukhus.
På Domberget började domkyrkan troligen att uppföras på 1270-talet. Helga Trefaldighets kyrka är äldre, troligen åtminstone från början av 1200-talet. Domtrapphuset, som tidigare av bland annat Nils Sundqvist antogs ursprungligen ha varit en kastal från 1100-talet i en ringmursborg som legat på Domberget före domkyrkans anläggning, dateras numera till 1200-talets slut.
Mitt i ån låg Fyrisholmen (sedermera Studentholmen) där stadens äldsta lärosäte funnits, nu Kvarnholmen, inskränktare till omfång än förr; något längre ned förde, då som nu, en bro, den äldsta man känner, över till torget. Längst ned, på ömse sidor om ån, var och är Islandet, sannolikt så kallat efter de isar, som vid vårflödena kastades upp på stränderna. De båda stränderna var även här förenade medelst två broar. Överallt var staden sannolikt högst oregelbundet byggd, och hade därutöver ända intill 1600-talet inte undergått någon betydande förbättring, fastän flera eldsvådor (större åren 1236, 1266, 1269, 1310, 1447, 1464 (osäkert årtal), 1473, 1541, 1543 och 1572) samt förhärjningar under inre krig – såsom långfredagsslaget år 1520 – förstört för en tid enskilda delar, och reformationen föranlett åtskilliga mindre förändringar. Först under drottning Kristinas tid fick denna liksom många andra städer i Sverige ett mera reguljärt utseende. Ett nytt torg byggdes längre österut från ån, därifrån utgick fyra huvudgator, som var avskurna av likaledes mestadels rätvinkliga tvärgator.
Rutnätsformen har ofta visat sig bereda bekymmer; än i dag träffar svåra vinterstormar (som oftast kommer från väster) uppsalaflanören som tvingas gå rakt obarmhärtigt. Huvudgatorna fortsatte i raka landsvägar och Fjärdingen erhöll en betydlig utvidgning åt söder. Sedermera orsakade eldsvådorna vid de stora stadsbränderna 1702, 1766 och 1809 många ombyggnader.

### Administrativa tillhörigheter
Uppsala stad ombildades vid kommunreformen 1862 till en stadskommun. År 1947 införlivades Bondkyrka socken/landskommun och Gamla Uppsala socken/landskommun där delar av bebyggelsen i Uppsala redan befann sig. År 1967 införlivades Vaksala socken/landskommun och Södra Hagunda landskommun. Under 1971 uppgick Uppsala stad i Uppsala kommun, med Uppsala som centralort.
I kyrkligt hänseende har orten alltid hört till Uppsala församling, från 1961 benämnd Uppsala domkyrkoförsamling. De införlivade delarna av Uppsala hör till Gamla Uppsala församling, Helga Trefaldighets församling och Vaksala församling. Efter församlingsutbrytning 1974 ligger delar av orten i Gottsunda församling. Efter ytterligare bebyggelseexpansion ligger en del även i Danmark-Funbo församling, före 2010 i Danmarks församling.
Orten ingick till 1971 i domkretsen för Uppsala rådhusrätt och ingår därefter sedan 1971 i Uppsala domsaga.

## Geografi

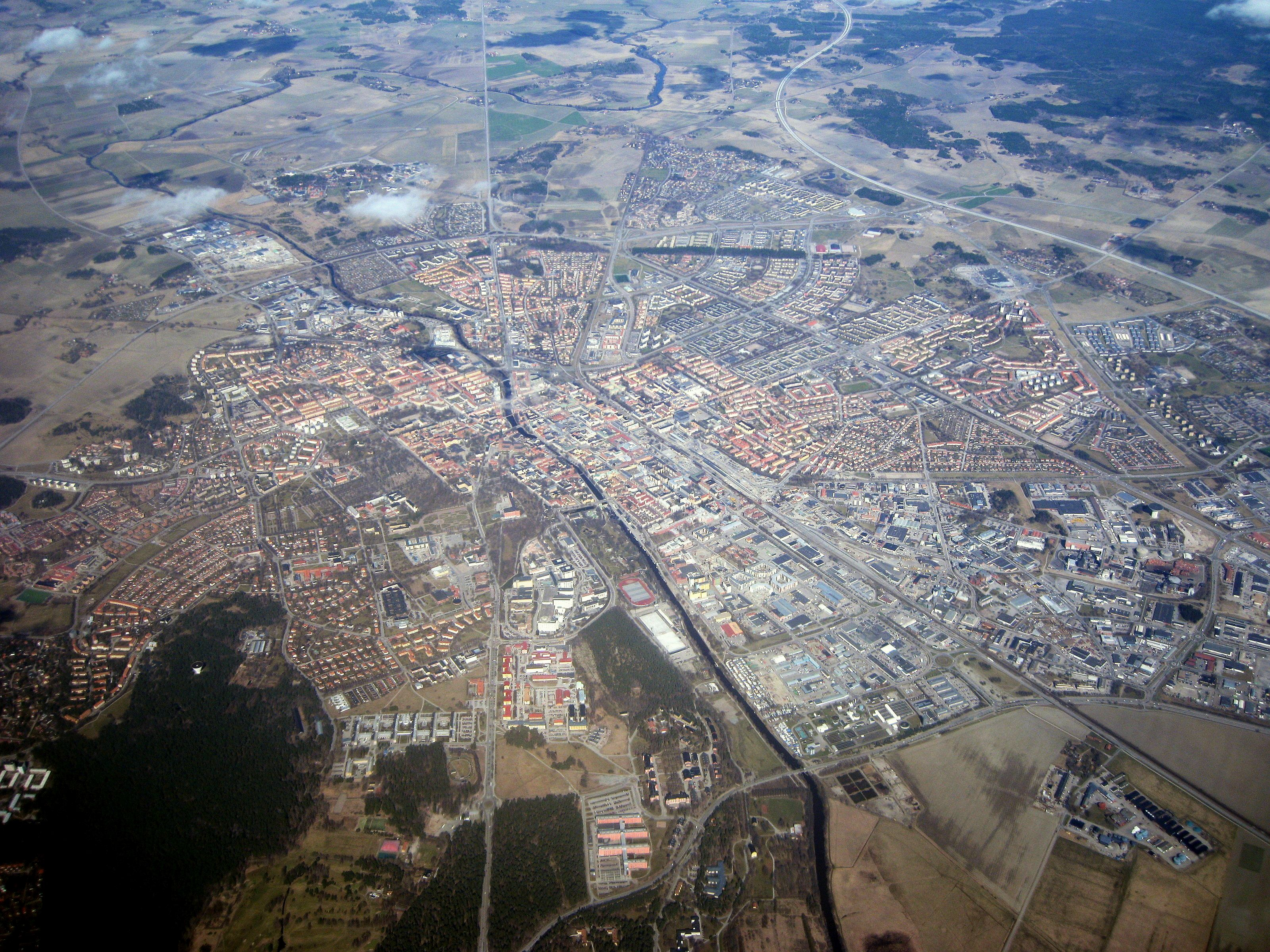
Flygfoto över Uppsalas stadskärna, sett mot nordnordost. De södra stadsdelarna finns inte i bild.

Uppsala ligger på Uppsalaslätten och stadens centrum ligger på bägge stränderna av Fyrisån, drygt fem kilometer ovanför dess utlopp i Mälaren vid viken Ekoln, nedanför och delvis på den rullstensås, Uppsalaåsen, som sträcker sig utmed åns västra sida och sedan, med vissa avbrott, fortsätter söderut till Stockholm. Europaväg 4 passerar Uppsala från Stockholm på den östra sidan om staden och fortsätter norrut på Uppsalaåsen mot Gävle. Uppsala ligger precis som Stockholm på den 59:e breddgraden.

### Klimat
Uppsala ligger precis söder om 60:e breddgraden och har haft ett fuktigt kalltempererat klimat med varma somrar och kalla vintrar (Dfb enligt Köppens klimatklassifikation). År 2021 uppdaterades klassificeringen till varmtempererat (Cfb) på grund av den globala uppvärmningen.
Vid sommarsolståndet får Uppsala cirka 18 timmar dagsljus och vid vintersolståndet 6 timmar. 
|                                            | Jan | Feb | Mar | Apr | Maj | Jun | Jul | Aug | Sep | Okt | Nov | Dec |
| ------------------------------------------ | --- | --- | --- | --- | --- | --- | --- | --- | --- | --- | --- | --- |
| Normaldygnets maximitemperaturs medelvärde | −2  | −1  | 3   | 9   | 16  | 20  | 21  | 20  | 15  | 10  | 4   | 0   |
| Normaldygnets minimitemperaturs medelvärde | −7  | −7  | −4  | 0   | 5   | 10  | 12  | 11  | 7   | 3   | −1  | −6  |
|                                            |     |     |     |     |     |     |     |     |     |     |     |     |
| Nederbörd                                  | 38  | 27  | 28  | 29  | 33  | 45  | 75  | 65  | 59  | 51  | 53  | 43  |

| Diagram | temperaturer i °C • månadsnederbörd i mm • Källa: http://celsius.met.uu.se/default.aspx?pageid=24 | temperaturer i °C • månadsnederbörd i mm • Källa: http://celsius.met.uu.se/default.aspx?pageid=24 | temperaturer i °C • månadsnederbörd i mm • Källa: http://celsius.met.uu.se/default.aspx?pageid=24 | temperaturer i °C • månadsnederbörd i mm • Källa: http://celsius.met.uu.se/default.aspx?pageid=24 | temperaturer i °C • månadsnederbörd i mm • Källa: http://celsius.met.uu.se/default.aspx?pageid=24 | temperaturer i °C • månadsnederbörd i mm • Källa: http://celsius.met.uu.se/default.aspx?pageid=24 | temperaturer i °C • månadsnederbörd i mm • Källa: http://celsius.met.uu.se/default.aspx?pageid=24 | temperaturer i °C • månadsnederbörd i mm • Källa: http://celsius.met.uu.se/default.aspx?pageid=24 | temperaturer i °C • månadsnederbörd i mm • Källa: http://celsius.met.uu.se/default.aspx?pageid=24 | temperaturer i °C • månadsnederbörd i mm • Källa: http://celsius.met.uu.se/default.aspx?pageid=24 | temperaturer i °C • månadsnederbörd i mm • Källa: http://celsius.met.uu.se/default.aspx?pageid=24 | temperaturer i °C • månadsnederbörd i mm • Källa: http://celsius.met.uu.se/default.aspx?pageid=24 |
|         | 38 -2 -7                                                                                          | 27 -1 -7                                                                                          | 28 3 -4                                                                                           | 29 9 0                                                                                            | 33 16 5                                                                                           | 45 20 10                                                                                          | 75 21 12                                                                                          | 65 20 11                                                                                          | 59 15 7                                                                                           | 51 10 3                                                                                           | 53 4 -1                                                                                           | 43 0 -6                                                                                           |

Tabellen avser genomsnittliga värden för perioden 1961-1990.

## Ekonomi och infrastruktur

### Näringsliv

#### Industri
Mellan 1860 och 1960 kan Uppsala sägas ha varit en industristad. De flesta betydande industrierna som funnits i Uppsala har lagts ned eller flyttat till annan ort. Flera varumärken som funnits på produkter från Uppsala är dock fortfarande i bruk.
| - Almqvist & Wiksells Tryckeri AB - Apotekarnes läskedrycker - tillverkas av Carlsberg i Falkenberg. - Bayerska Bryggeriet (livsmedel) - Bryggeriet Holmen - Dubois bageri - Fram (cykeltillverkning) - Henrik Gahns AB (kemisk-teknisk industri) | - Gunilla marmelad - tillverkas av Önos/Procordia i Eslöv. - Hästens skor - tillverkas i lågkostnadsländer och marknadsföres av norska Klaveness - Kungsörnen (Nord Mills / Upsala Ångqvarn) - Lindvalls (kafferosteri) - Nylund & Son (pianotillverkning) - Nymanbolagen (cykel- och motorcykeltillverkning) | - Pharmacia (läkemedel och instrument) - S:t Eriks lervarufabriker - Slotts industrier (livsmedel) - Sonja (konfektyr) - Upsala Margarinfabrik - AB Upsala Sidenväverier (tekoindustri) - AB Upsala Valskvarn (livsmedel) - Upsala-Ekeby (porslins- och keramiktillverkning) |

Uppsala är idag ett viktigt kluster inom life science-branschen. År 2021 hade Uppsalas life science-företag 5195 anställda.
| - Fresenius Kabi (läkemedel) - Thermo Fisher (allergidiagnostik) - Cytiva (medicintekniska produkter) - Galderma / Q-Med (bioteknik) | - Gamla Slottskällans bryggeri - Orexo (läkemedel) - Frilans Finans (egenanställningsbolag) - Recipharm (läkemedel) | - Salléns (Elbolag samt investeringar) - St. Eriks (Sten, betong- & cementprodukter), - Machinegames (datorspel) |

#### Tjänster och turism
En rad myndigheter har sitt säte i Uppsala.
- Institutet för språk och folkminnen
- Läkemedelsverket
- Livsmedelsverket
- Länsstyrelsen i Uppsala län
- Nordiska Afrikainstitutet
- Statens veterinärmedicinska anstalt
- Sveriges Geologiska Undersökning

Dessutom finns här Uppsala universitet samt Sveriges lantbruksuniversitet.

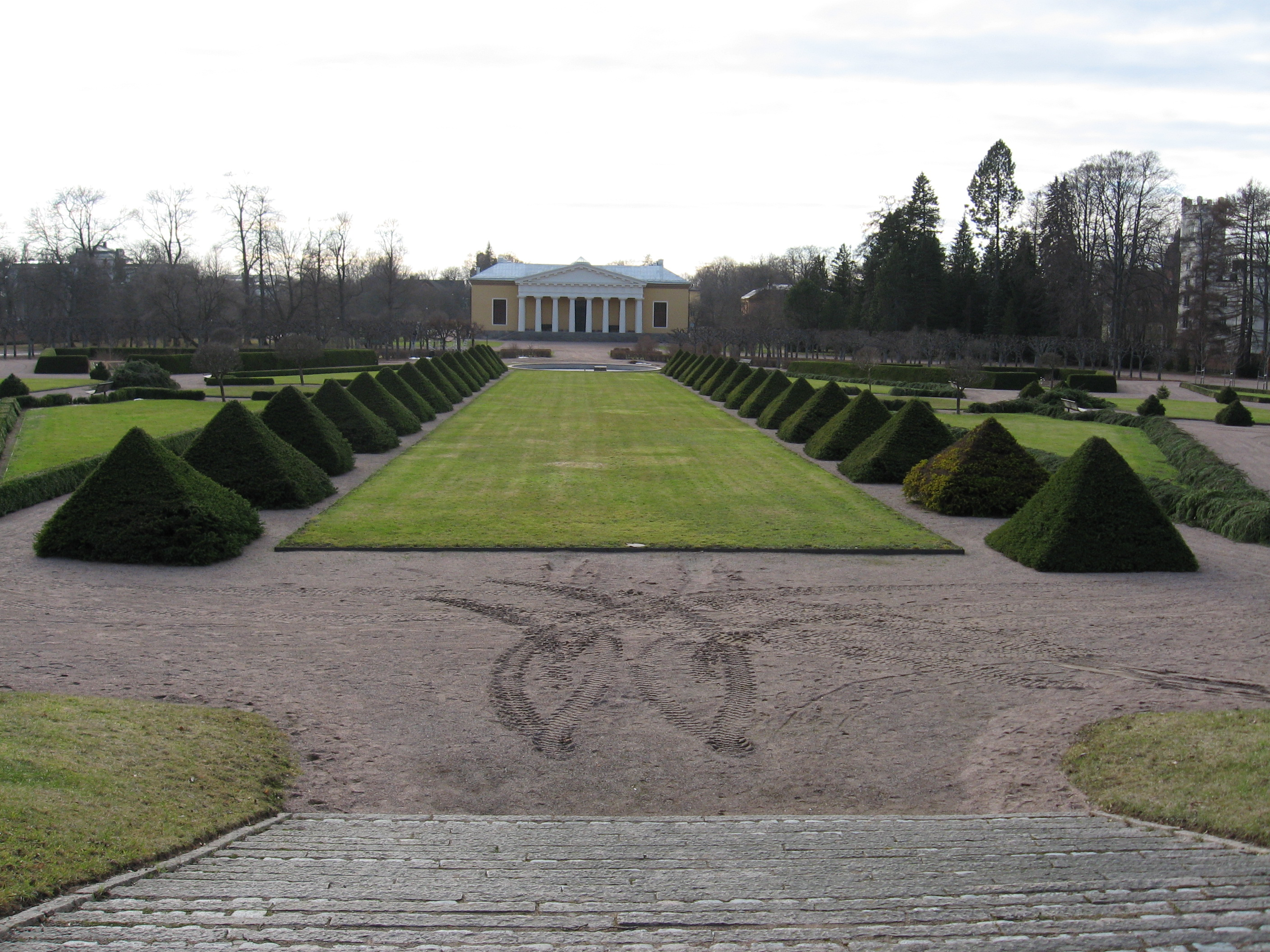
Botaniska trädgården med Linneanum.

Bland stadens turistmål kan domkyrkan, slottet, Gustavianum - Uppsala universitetsmuseum, Gamla Uppsala med Uppsala högar och Valsgärde gravfält, universitetsmiljöerna och Linnéminnena nämnas. I domkyrkan finns ett stort antal prominenta gravar, bland annat Gustav Vasas, Johan III:s, Carl von Linnés, Nathan Söderbloms och Emanuel Swedenborgs. På Uppsala gamla kyrkogård finns Dag Hammarskjölds, Gustaf Frödings, Erik Gustaf Geijers, Elias Fries och Bruno Liljefors gravplatser. Slottet var bland annat skådeplats för Sturemorden.
De mest framträdande universitetsbyggnaderna är Universitetshuset (med Uppsala universitets myntkabinett), Gustavianum (med den Anatomiska teatern och Augsburgska konstskåpet) och Skytteanum, samt universitetsbibliotekets huvudbyggnad Carolina Rediviva, där Silverbibeln (Codex Argenteus) förvaras. Fyrishov med äventyrsbad är ett av stadens mest besökta turistmål. De Linnérelaterade besöksmålen utgörs av Botaniska trädgården i anslutning till slottet, Linnéträdgården norr om centrum och gården Linnés Hammarby sydöst om staden. Utanför staden, i Håga, ligger också Björns hög, en av landets största gravhögar. Den grävdes ut under ledning av dåvarande prinsen, sedermera kung Gustaf VI Adolf i 1900-talets början. Kungsängsliljan, Upplands landskapsblomma, växer ymnigt på Kungsängen strax söder om centrala Uppsala men är i övrigt sällsynt i landet. En museijärnväg, kallad Lennakatten, går till Faringe via Marielund, Länna och Almunge (se Upsala-Lenna Jernväg), och sist men inte minst Skarholmen, en stor båthamn vid Ekoln som är en del av Mälaren som har restaurang med utsikt över Ekoln).

### Handel
I Uppsala centrum finns flera stora gallerior, bland annat Forumgallerian, Galleria Dragarbrunn, S:t Per-gallerian, Svavagallerian och affärshuset Kvarnen. Utanför innerstaden finns Gränbystaden med bland annat ICA Kvantum, Gottsunda centrum med bland annat Willy:s, Stenhagens centrum med bland annat ICA Maxi, kvarteret Stormhatten i yttre delen av Boländerna med bland annat Stora Coop och Ikea, "Fyren" i Fyrislund, Västertorg i Eriksberg med flera.

### Infrastruktur

#### Transporter
Uppsalas i särklass viktigaste transportled för biltrafik är motorvägen på Europaväg 4. Många Uppsalabor pendlar längs motorvägen till framförallt Stockholm. Den går också förbi Arlanda vilket också utnyttjas i stor omfattning bland Uppsalas befolkning. Motorvägen går också norrut upp förbi Storvreta till Gävle. Genom själva Uppsala går motorvägen vid Uppsalas östra sida och förbi bland annat Vaksala kyrka. Motorvägen ansluter också till viktiga lokala trafikleder inom Uppsala som Tycho Hedéns väg, som delvis också är motorväg medan resten är fyrfilig med skilda körbanor, bred mittremsa och vägren men korsar andra vägar i plan med trafikljusreglerade korsningar och rondeller eller till Bärbyleden som är en del av väg 55. Innan den nya motorvägen öppnades så utgjorde denna väg E4 som norr om Uppsala bestod av 13-metersväg fram till Mehedeby och därifrån blev motorväg hela vägen till Gävle, vilket den varit sedan 1995 (motortrafikled från 1977). Den gamla E4:an kallas numera för länsväg C 600 och var en flaskhals, inte minst inför vissa högtider då trafiken ökade, den nya motorvägen är därför ett mycket uppskattat tillskott av boende i och norr om Uppsala.
Bärbyleden är fyrfilig med delvis planskilda korsningar. Den har anslutning till Tycho Hedéns väg via en halv trafikplats som enbart erbjuder på- och avfart väst-sydlig riktning och även till Råbyvägen samt Österleden i en cirkulationsplats. Därefter ansluter den till E4 i en trafikplats.
Förutom E4 strålar sju riks- och länsvägar ut från Uppsala, moturs från söder 255 mot Alsike–Märsta (en del av E4 före 1972), 282 mot Länna–Almunge–Knutby, 288 mot Rasbo–Alunda–Gimo–Östhammar, 290 mot Storvreta–Vattholma–Österbybruk, 272 mot Gysinge–Sandviken, 72 mot Heby–Sala(–Dalarna) och 55 mot Enköping–Strängnäs. Från E4 vid Knivsta viker också riksväg 77 av mot Norrtälje.
Uppsala har tät järnvägstrafik, särskilt mot Stockholm genom SJ, Mälartåg och Stockholms pendeltåg. Flera av de tåg som går till Stockholm går via Arlanda vilket gör att Uppsala även har tät trafik direkt till flygplatsen. Det går även tåg till bland annat Sundsvall, Östersund och Dalarna. Från Uppsala utgår också lokaltåg till Tierp–Gävle och Sala. Uppsala centralstation samt busstationen har byggts om och blev färdigt 2012. Detta nya Resecentrum är tänkt att ta ett samlat grepp på trafiken till och från Uppsala, liksom även stadsbussarna.
Uppsala har järnvägsförbindelse med Stockholm (via Knivsta/Märsta eller via Arlanda), Gävle (via Storvreta, Vattholma, Tierp m.fl) och Sala (via Morgongåva och Heby). (Se även museijärnvägen Upsala-Lenna Jernväg). Vissa södergående tåg går vidare från Stockholm och söderut, främst mot Norrköping/Linköping. Nattåg trafikerar även stationen, både från SJ och från privataktören Snälltåget.
Diskussioner pågår om att återuppbygga banan till Enköping som trafikerades med rälsbuss till slutet av 1970-talet.
Järnvägen är dubbelspårig söder om Uppsala och fyrspårig från länsgränsen, där spåren delar sig mot Märsta/Stockholm och Arlanda. Fyrspåret på den sträckan blev klart 1999. Det var en stor underlättnad för tågtrafiken på den sträckan. 
Dubbelspåret mellan länsgränsen och Uppsala C är en flaskhals, speciellt under rusningstid. Våren 2018 beslutades att fyrspåret ska byggas i sin helhet mellan Uppsala och länsgränsen. Byggstart var satt till 2024.[uppföljning saknas]
Norr om Uppsala delar sig den dubbelspåriga järnvägen då Dalabanan och Ostkustbanan skiljs åt. På Ostkustbanan mellan Uppsala och Gävle är det sedan hösten 2017 dubbelspår på hela sträckan när tunneln under Gamla Uppsala öppnades för trafik. Dalabanan är enkelspårig hela sträckan med några mötesspår. Även här har det diskuterats att bygga ut och renovera delar av banan då den är ganska sliten, men i nuläget saknas finansiering för projektet och eftersom ingen finansiering fanns i transportplanen 2018-2029 är det troligt att detta inte kommer hända i närtid.

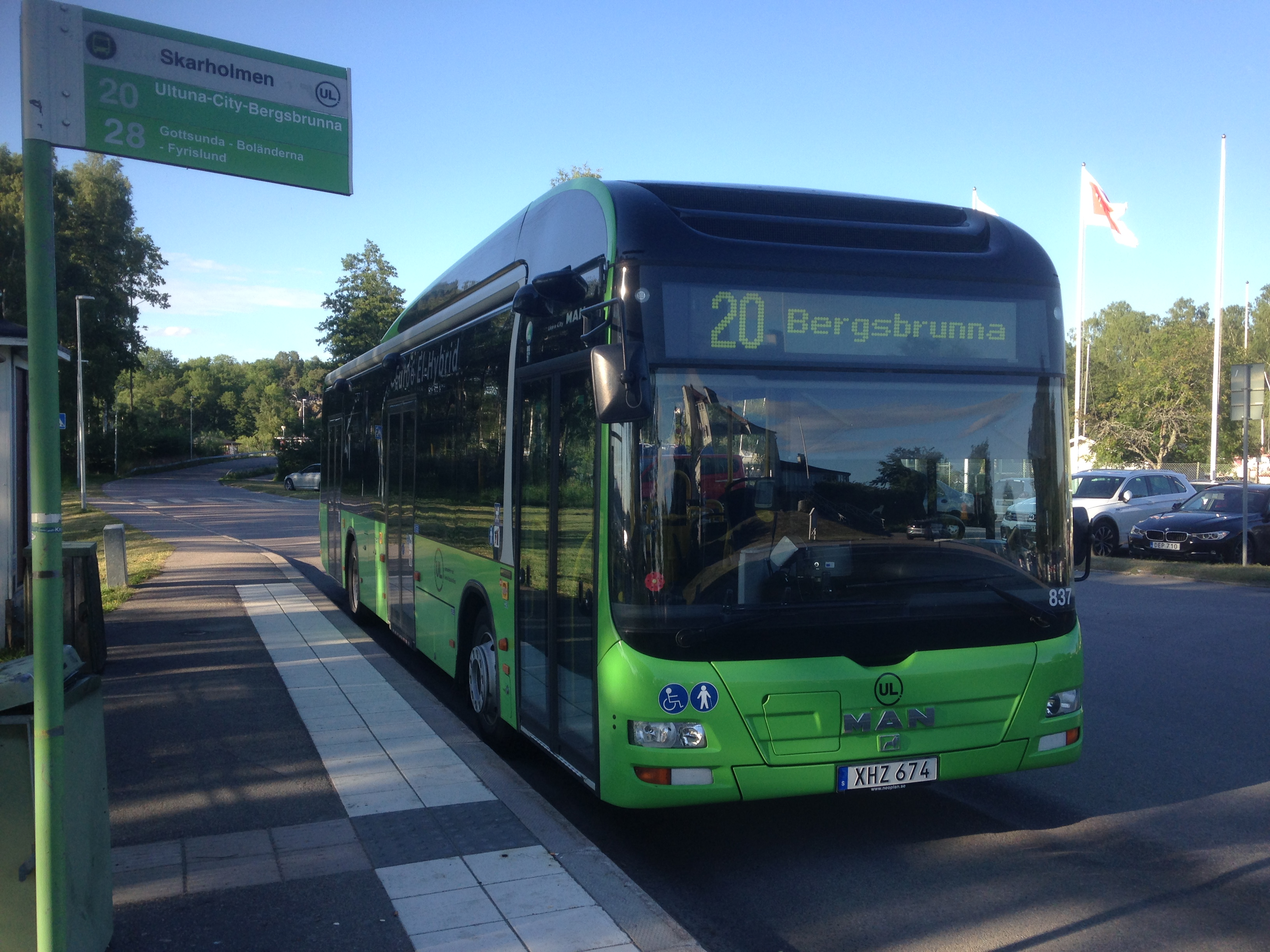
Stadsbuss vid Skarholmen.

UL ansvarar för all busstrafik i Uppsala län. Stadstrafiken sköts av Gamla Uppsala Buss (ägt av Region Uppsala). Gamla Uppsala Buss (GUB) trafikerar förutom tätorten även linjer till Lövstalöt-Bälinge och Storvreta. År 2018 finns det 5 stycken stombusslinjer (1-5) och 7 stycken kompletteringslinjer (6-12) Det finns även planer på att göra linje 7 till stombusslinje Årsta - Gottsunda. Uppsala har 3 stycken mjuka linjen-bussar och det är linje 30-32.
- Linje 1: Gränbystaden- Årsta- Boländerna- Ekonomikum- Luthagen- Nyby- Gränbystaden
- Linje 2: Gamla Uppsala - City - Eriksberg - Håga
- Linje 3: Nyby - Kvarngärdet - City - Akademiska - Valsätra - Östra Gottsunda
- Linje 4: Norra Årsta - Gränbystaden - City - Ulleråker - Ultuna - Gottsunda Centrum
- Linje 5: Sävja - City - Ekonomikum - Stenhagen
- Linje 6: Flogsta - Kungsgärdet - City - Årsta södra - Slavsta
- Linje 7: Fyrislund - Årsta - Sala backe - City - Eriksberg - Norby - Gottsunda
- Linje 8: Ärna - Tuna backar - City- Akademiska sjukhuset- Sunnersta
- Linje 9: Luthagen - City - Vilan - Nåntuna - Bergsbrunna
- Linje 10: Librobäck - City - Coop/IKEA - (Nåntuna, endast vardagar vissa turer)
- Linje 11 Fyrislund - City - Akademiska sjukhuset - Vårdsätra - Sunnersta - Gottsunda Centrum
- Linje 12: Ultuna - Ulleråker - Polacksbacken - Eriksberg - Flogsta - Stenhagen
- Linje 13: Södra Årsta - Gränbystaden - City - Akademiska sjukhuset - Ekeby - Eriksberg
- Linje 14: Nåntuna - Vilan - Sävja - Sunnersta - Gottsunda Centrum

Landsbygdstrafiken består av ett stort antal linjer. Dessa bussar körs oftast av Keolis eller något mindre bussbolag, dessa bussar kör till bland annat: Arlanda, Alunda, Enköping och Öregrund.

##### Tidigare spårväg
Uppsala var under ett knappt halvsekel en av tolv spårvägsstäder i Sverige. Innerstadsspårvägen invigdes den 11 september 1906 och utbyggdes efter hand fram till 1925. Den 8 augusti 1928 öppnades Sveriges första snabbspårväg ner till Graneberg vid Mälaren, under ledning av spårvägsdirektör Hilding Ångström.
Stadsspårvägens vagnar var gräddvita upptill och blå nedtill. Mälarlinjens vagnar var gräddvita med bruna detaljer.
Vid en brand i vagnhallen vid Dalgatan midsommarafton 1945 förstördes stora delar av vagnparken. Spårvägen hade enkelspårsdrift, vilket med tiden kom att bli allt mer opraktiskt när biltrafiken tilltog efter kriget. Detta var faktorer som vägdes in, när staden beslutade om spårvägens nedläggning. Linjerna lades ner successivt från 1945, med Mälarlinjen som den sista – 12 oktober 1953.
| Linje       | Färg | Sträcka                                                                           |
| ----------- | ---- | --------------------------------------------------------------------------------- |
| 1           | Röd  | Norra stationen - Sysslomansgatan - Domkyrkan - Stora torget - Järnvägsstationen  |
| 2           | Blå  | Erikslund - Sysslomansgatan - Domkyrkan - Stora torget - Järnvägsstationen        |
| 3           | Gul  | Stora torget - Vaksalagatan - Almtuna - Väderkvarnsgatan - Stora torget (motsols) |
| 4           | Grön | Svartbäcken - Stora torget - Bäverns gränd - Svandammen - Polacksbacken           |
| Mälarlinjen | -    | Upsala (Svandammen) - Ulleråker - Ultuna - Graneberg                              |

##### Flyg

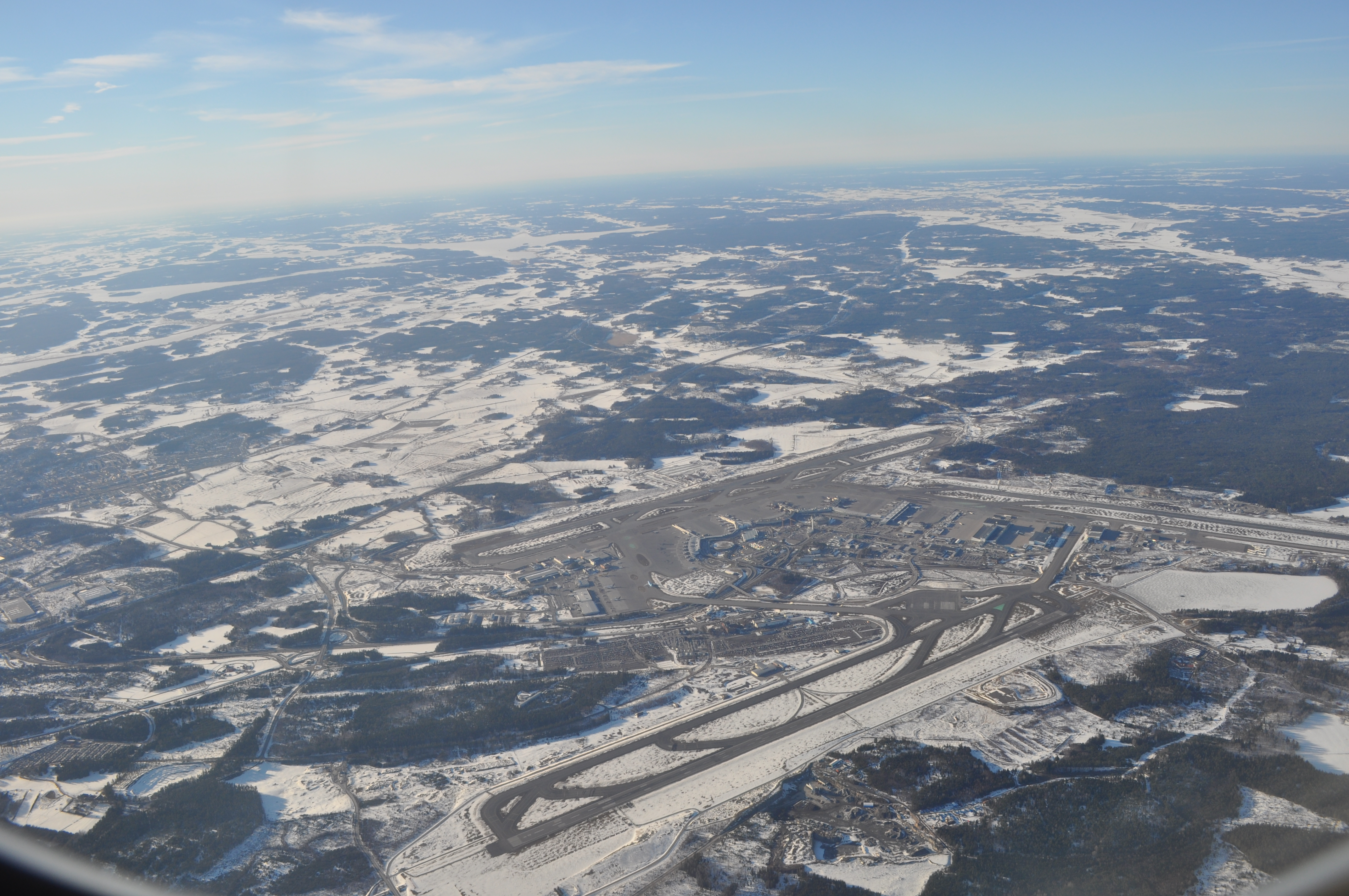
Arlanda flygplats.

Arlanda flygplats ligger ungefär mitt emellan Uppsala och Stockholm och förbindelserna dit är goda med direkttåg och motorväg, den senare med tät busstrafik. Det har även funnits planer på att starta civiltrafik från Ärna flygplats (F 16) strax norr om staden som dock har avslagits av myndigheterna. För privatflyg finns Sundbro flygplats, ungefär 12 kilometer från Uppsala centrum.

#### Utbildning och forskning

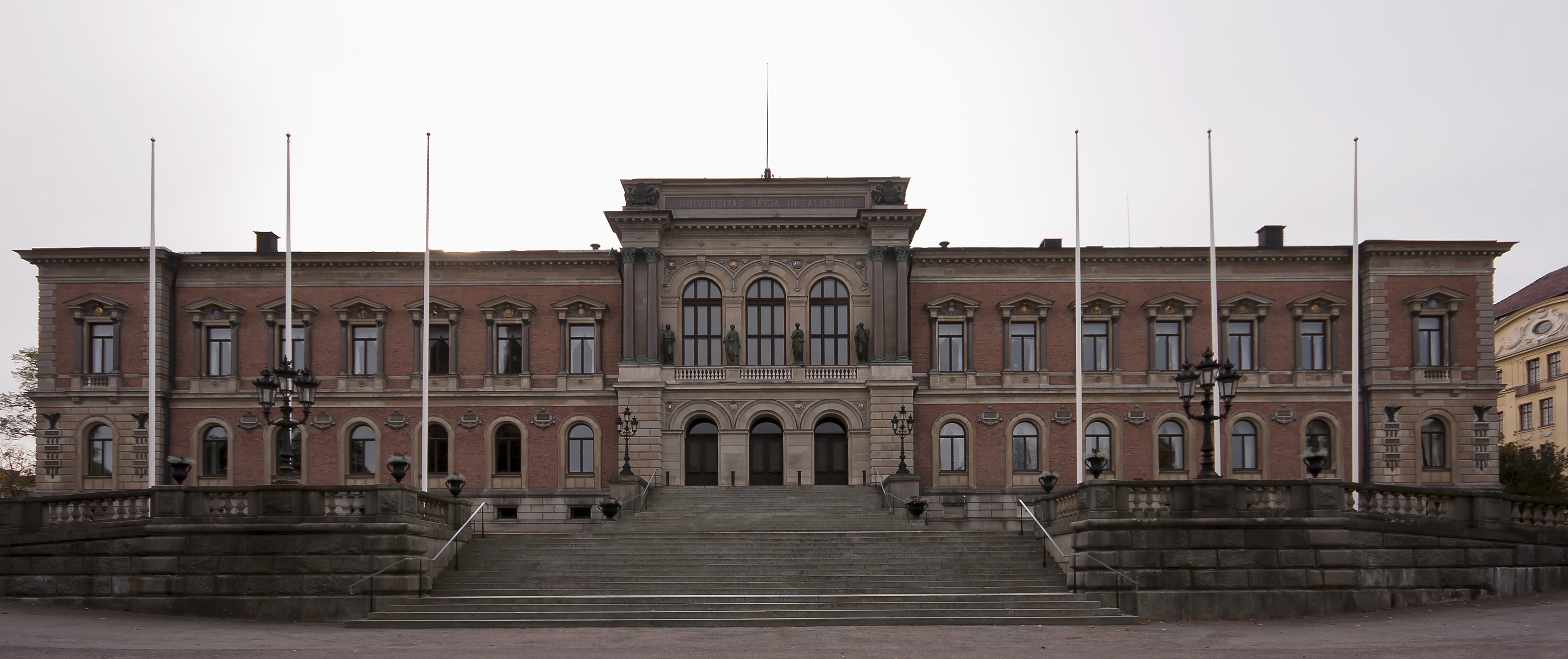
Universitetshuset i Uppsala, universitetets huvudbyggnad, invigd år 1887.

Uppsala är starkt präglat av den månghundraåriga kopplingen till Uppsala universitet; Nordens äldsta universitet, som grundades i staden 1477. Uppsala universitet har sedan början av stormaktstiden utvecklats till ett av Europas främsta centra för högre utbildning, och rankas regelbundet som Sveriges främsta och bland världens 100 främsta universitet.
Femton nobelpristagare har studerat eller tjänstgjort vid universitetet, och bland dess alumner återfinns bland andra åtta regenter, fjorton statsministrar och minst 30 akademiledamöter. Universitetet kännetecknas även av dess berömda och traditionsrika studentnationer som inte är så rikt utvecklade någon annanstans.
Universitetet har nio fakulteter, över 30 000 studenter och cirka 2 400 doktorander. Av 6 000 anställda är 3 800 lärare av olika slag. Universitetet omsätter cirka 4,3 miljarder kronor per år, varav cirka 60 procent går till utbildning och forskning. Universitetet tillhör även Coimbragruppen, en grupp av historiskt prestigefulla universitet såsom Coimbras universitet, Trinity College, Dublin och Heidelberg.
Arkitektoniskt präglar Uppsala universitet alltjämt området runt Uppsala domkyrka väster om Fyrisån starkt.

## Befolkning

### Befolkningsutveckling
| Befolkningsutvecklingen i Uppsala 1950–2020                                                                                               | Befolkningsutvecklingen i Uppsala 1950–2020 | Befolkningsutvecklingen i Uppsala 1950–2020 | Befolkningsutvecklingen i Uppsala 1950–2020 | Befolkningsutvecklingen i Uppsala 1950–2020 |
| --- | ------------------------------------------- | ------------------------------------------- | ------------------------------------------- | ------------------------------------------- |
| |                                             |                                             |                                             |                                             |
| År |                                             |                                             | Folkmängd                                   | Areal (ha)                                  |
| 1950 | 1950                                        |                                             | 56 052                                      |                                             |
| 1960 | 1960                                        |                                             | 72 978                                      |                                             |
| 1965 | 1965                                        |                                             | 82 450                                      |                                             |
| 1970 | 1970                                        |                                             | 92 624                                      |                                             |
| 1975 | 1975                                        |                                             | 101 850                                     |                                             |
| 1980 | 1980                                        |                                             | 102 102                                     |                                             |
| 1990 | 1990                                        |                                             | 109 497                                     | 4 624                                       |
| 1995 | 1995                                        |                                             | 119 979                                     | 4 758                                       |
| 2000 | 2000                                        |                                             | 124 036                                     | 4 764                                       |
| 2005 | 2005                                        |                                             | 128 409                                     | 4 786                                       |
| 2010 | 2010                                        |                                             | 140 454                                     | 4 877                                       |
| 2015 | 2015                                        |                                             | 149 245                                     | 4 374                                       |
| 2020 | 2020                                        |                                             | 166 698                                     | 4 323                                       |
| Anm.: Sammanvuxen med Brillinge 1970, med Berthåga, Gamla Uppsala och Sunnersta 1975. Ultuna utbruten 2015. Sammanväxt med Vårdsätra 2018 |                                             |                                             |                                             |                                             |

### Uppsalamål
Dialekt som talas i Uppsala har till exempel fler starka verbböjningar och ofta tjockare L än rikssvenskan.

## Kultur

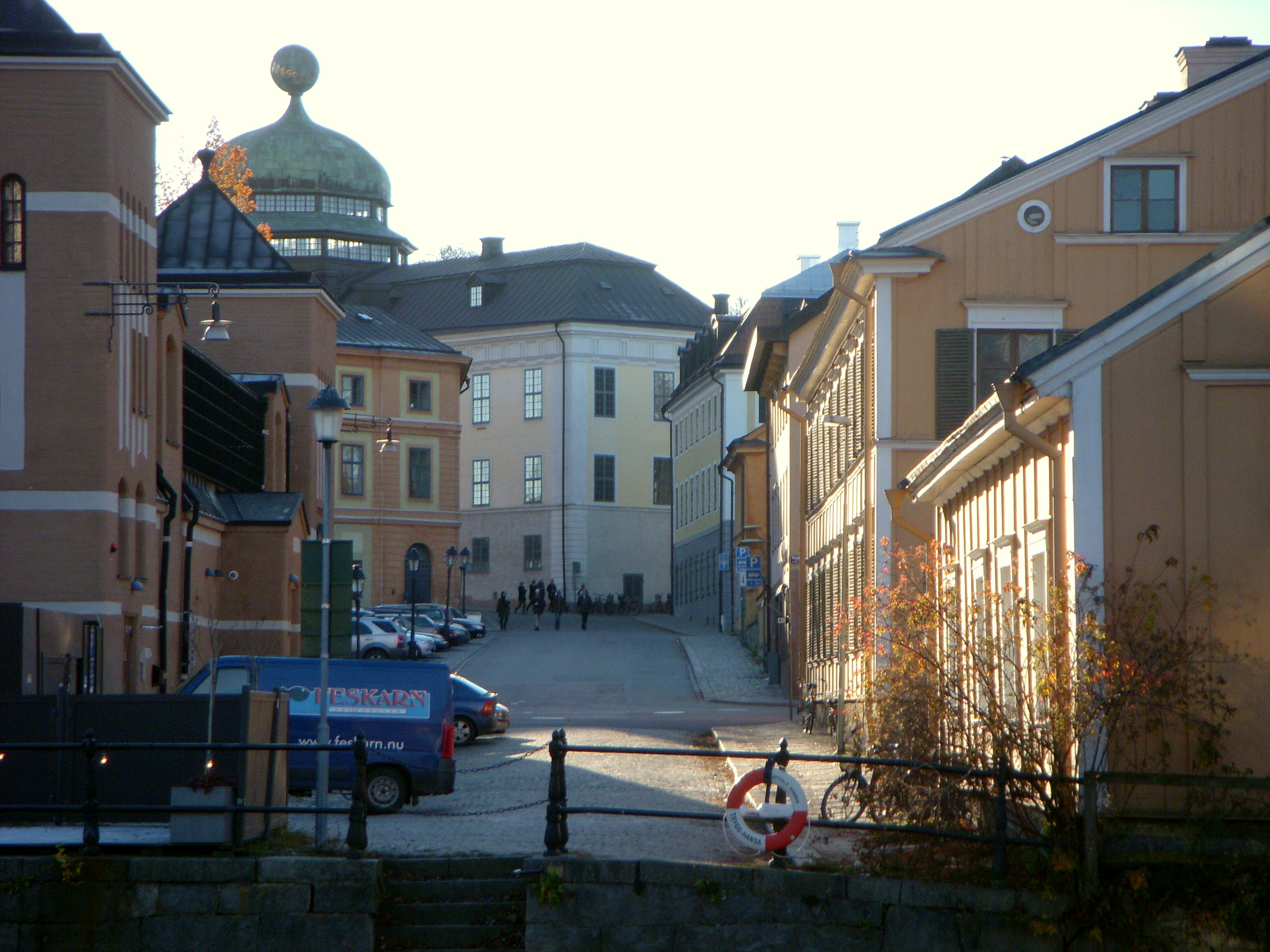
Vy över Fyrisån västerut genom Vattugränd med Saluhallen (t.v.), Walmstedtska gården (t.h.) och Gustavianum i bakgrunden, november 2010.

Uppsala är säte för Svenska Kyrkans ärkestift, Svenska kyrkans centralförvaltning (kyrkokansliet), Evangeliska Fosterlandsstiftelsen, sammanträdesort för kyrkomötet, och är också hemort för församlingen Livets Ord. Flera lärda samfund finns i staden.
Livets Ord lockar årligen flera tusen besökare till sina kristna gudstjänstkonferenser. Den mest besökta av dessa är den årliga sommarkonferensen men även Nyårsfestivalen, Ungdomskonferensen Youth och Vårseminariet är välbesökta.
Väster om Fyrisån finns de flesta inrättningar som tillhör universitets-, student- och den kyrkoadministrativa världen. Uppsala universitet hade 53 729 inskrivna studenter, motsvarande 29 126 helårsstudenter, år 2023. Näst största läroinrättning är Sveriges lantbruksuniversitet, SLU, med sina 4 393 helårsstudenter (2022). Öster om ån finns centrum för stadens affärsliv och större delen av det nöjesliv som inte är studentinriktat. Denna geografiska uppdelning avspeglar i viss mån fortfarande den tudelning i samhällsklimatet som lever kvar mellan det akademiska och stadens övriga befolkning.
Uppsala kommun har en hög andel invånare med eftergymnasial utbildning, och dessutom en stor inflyttning, från såväl andra delar av Sverige som utlandet. Den genuint uppländska allmogekulturen, som till exempel musik på nyckelharpa, kan dock ibland tränga fram, särskilt om man beger sig till Gamla Uppsala eller en bit ut på landsbygden. En känd folkmusikgrupp från området är Väsen.
Uppsala har ett mycket intimt kulturellt samarbete med Tartu i Estland. Städerna har under flera hundra år haft kontakt med varandra. Under kalla kriget hade detta samarbete avtagit av politiska skäl men från omkring 1990 och framåt har samarbetet återupptagits, vilket bland annat uttrycks i huset Uppsala Maja i Tartu, och städerna står åter varandra mycket nära.
Uppsala har ett rikt musikliv trots den långdragna bristen på konsertlokaler. Ett konserthus, Uppsala Konsert & Kongress invigdes hösten 2007, uppfört efter en lång och livlig debatt. Ett stort antal körer, inte minst manskören Orphei Drängar och universitetets blandade kör Allmänna Sången, kan sägas dominera musiklivet, men det finns förstås även allt från punkband till jazz. En musikpub med mycket jazz och blues är Katalin bakom Centralstationen, inhyst i en tegelbyggnad från sekelskiftet, ursprungligen godsmagasin för järnvägen.
Varje år i augusti anordnas Uppsala Reggae Festival, som är den största reggae-festivalen i Norden. Sedan några år håller man till i området Kap vid Fyrisån mellan Studenternas IP och Ulleråker, med camping norr om Kungsängen på andra sidan Kungsängsbron.
En annan festival som sedan 2008 anordnas varje år i staden är Uppsala Pride. Festivalen har sin utgångspunkt i Intersektionalitet och lockar varje år besökare från hela Sverige och artister och talare från hela världen.
År 2003 startade Uppsala internationella gitarrfestival.

### Massmedier
- Upsala Nya Tidning har funnits i Uppsala sedan 3 december 1890. Tidningen dominerar stadens lokalpress. Mellan 2009 och 2013 gav man ut den dagliga gratistidningen 18 minuter. Sedan 2010 driver man TV-kanalen 24.UNT.
- Uppsalatidningen har funnits i Uppsala sedan 16 januari 2005. Den utkommer en gång i veckan (på torsdagar) och delas ut gratis till kommunens alla hushåll. Tidningen lades ned 2023.

- TV4 har tidigare haft en lokal redaktion i Uppsala, men under 2014 lades den ned efter att TV4 meddelat att de skulle lägga ner sina lokala sändningar i Sverige.[33]

- SVT har SVT Nyheter Uppsala som sitt lokala nyhetsprogram för Uppsala. Tidigare sände SVT nyhetsprogrammet ABC med regionala nyheter från Uppsala och Stockholm. Men sedan mars 2015 sänder SVT Nyheter Uppsala ett regionalt tv-program, med en redaktion placerad i Uppsala.[34]

- Sveriges Radios lokala radiokanal P4 Uppland sänder från Uppsala.

- I övrigt finns de kommersiella radiostationerna Mix megapol och Rix FM.

### Konstarter

#### Musik
- Gunnar Wennerberg (1817–1901) skildrade i sångsamlingen Gluntarne studentlivet i Uppsala.
- Owe Thörnqvist skildrar i sin musik en mer folklig Uppsalavärld och lyfter därvid fram namn från många platser.
- Veronica Maggio berättar om barndomens Uppsala i låten 17 år och i sin självbiografiska bok Allt är för bra nu.
- Carl Michael Bellman berättar om Uppsala i sin vissamling Fredmans sånger. I sång n:o 28 med titeln "Tre Remmare" åker karaktären Movitz till Uppsala för att studera på universitetet.[35]

#### Arkitektur

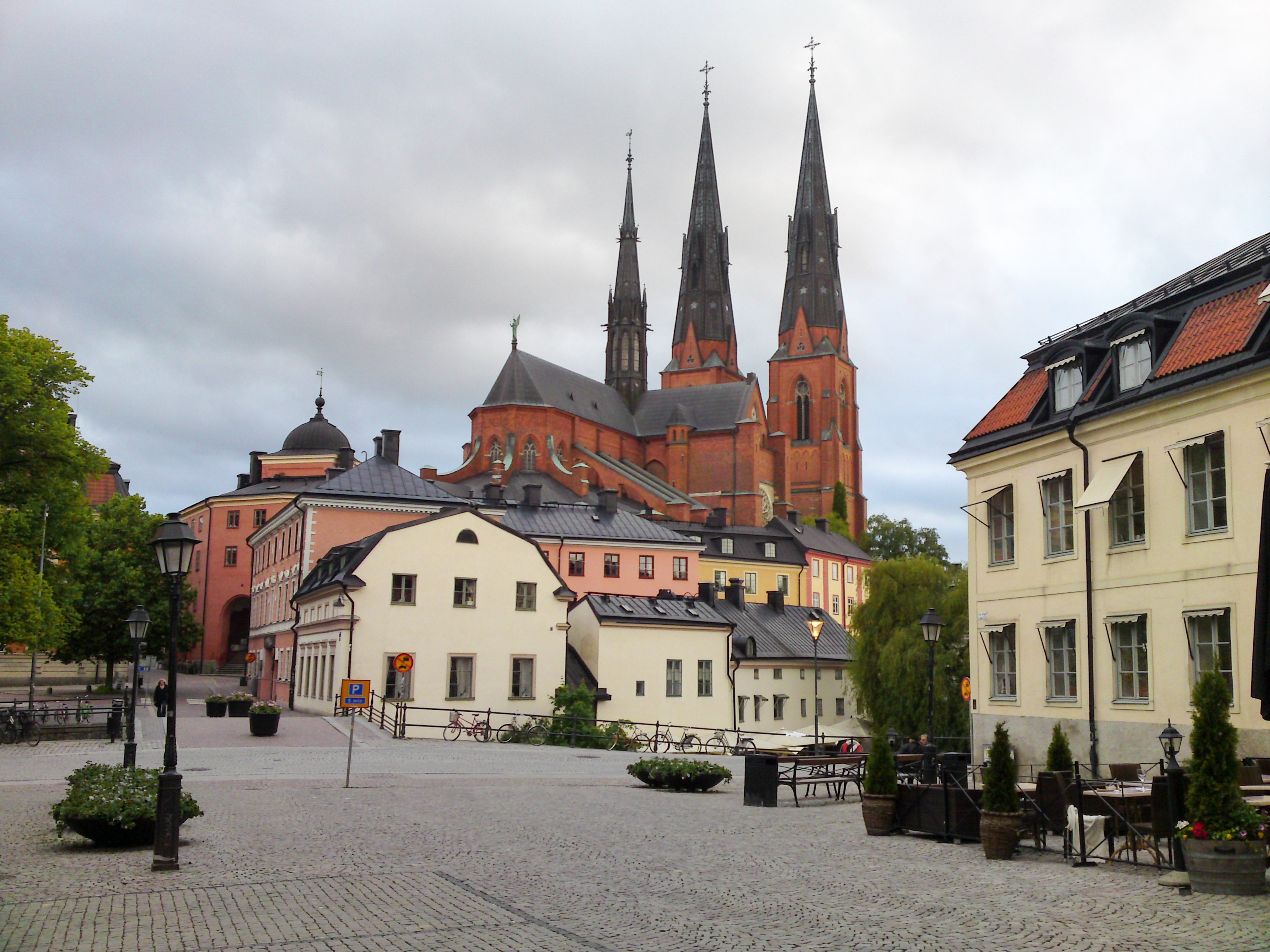
Domkyrkan sedd från Gamla torget.

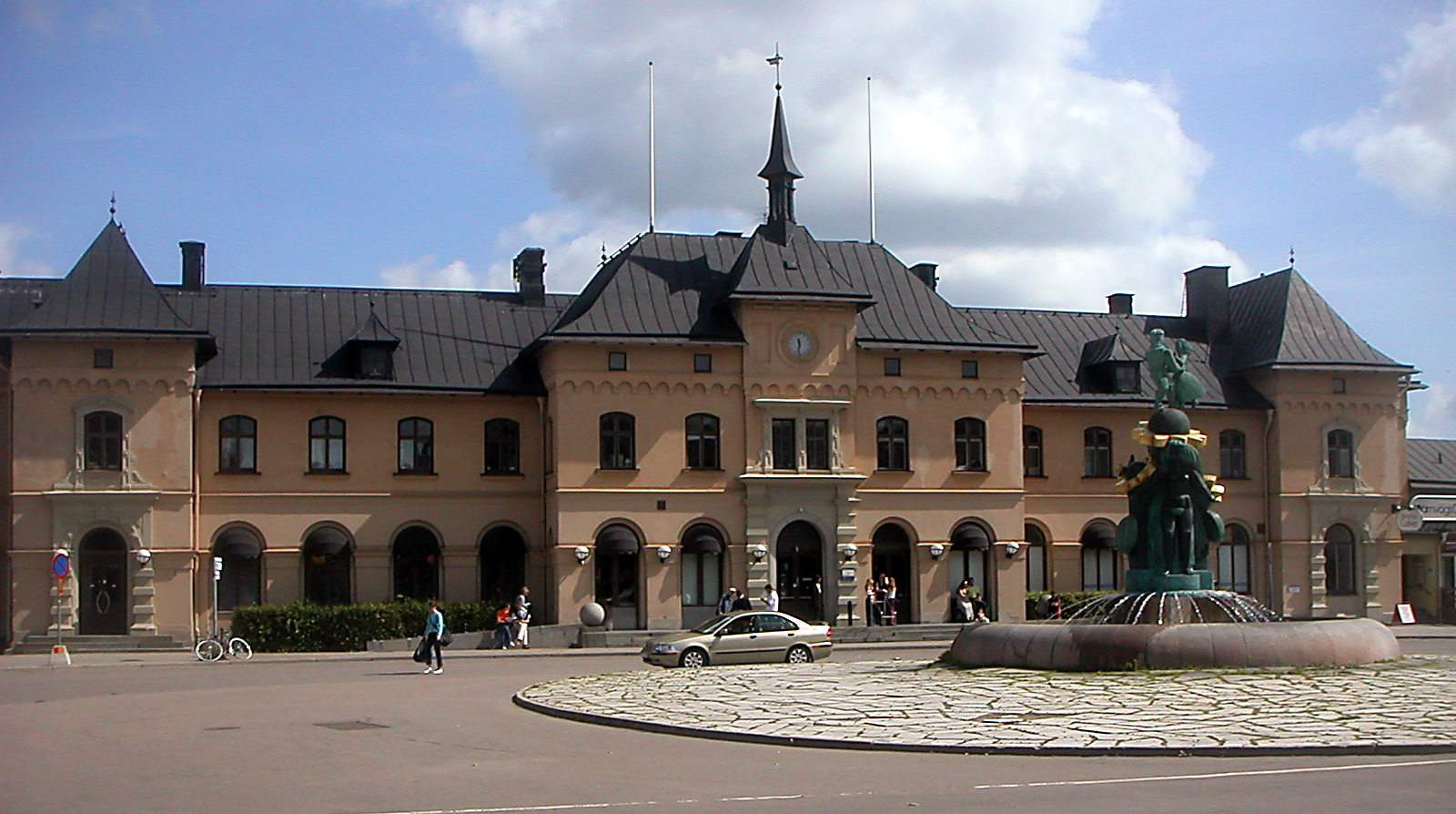
Den gamla centralstationen. Ritad av Adolf W. Edelsvärd, med fontänen Näckens polska av Bror Hjorth i förgrunden.

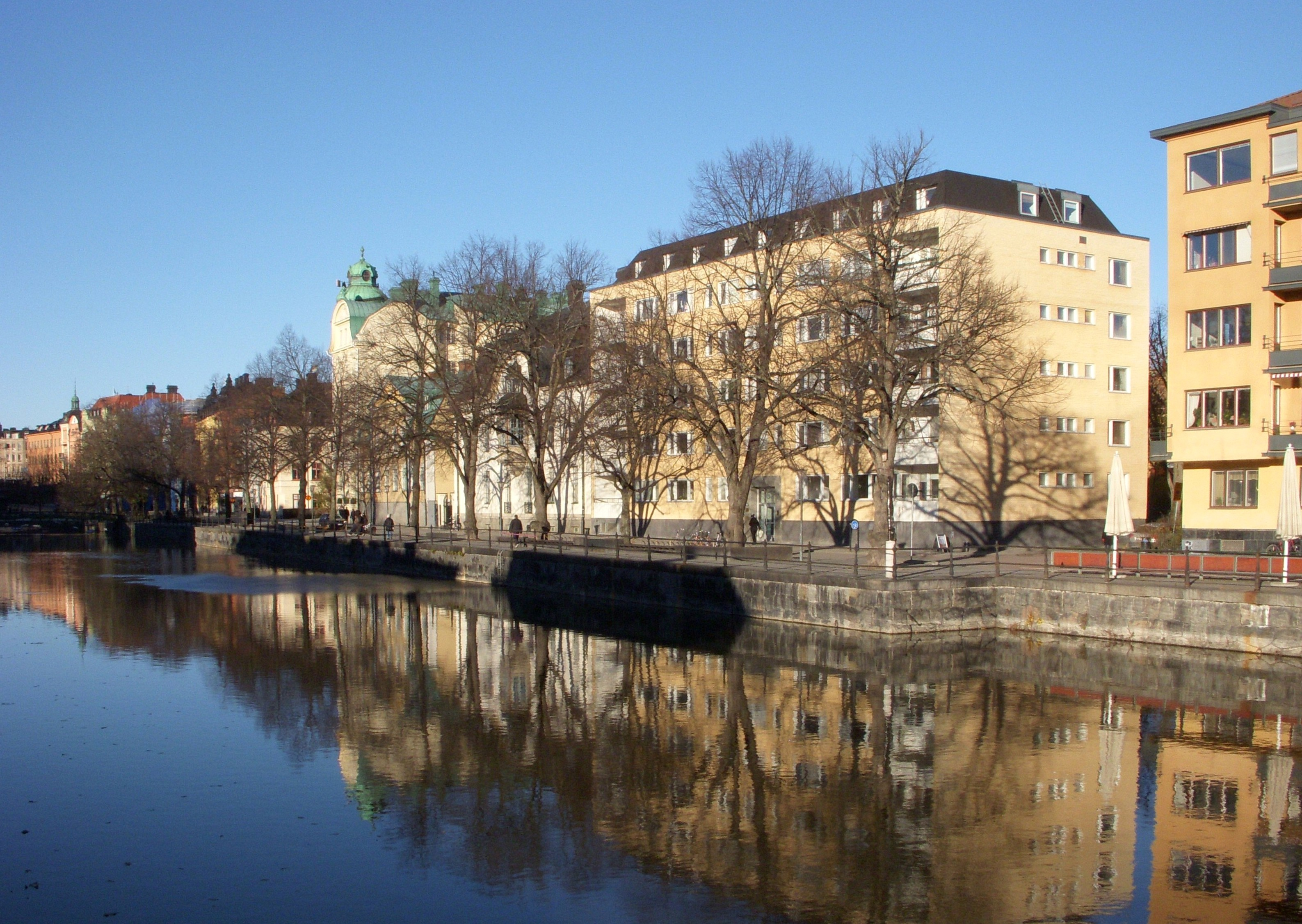
Fyrisån och bebyggelsen längs Östra Ågatan.

Utmärkande för Uppsala är Fyrisån, domkyrkan och slottet. En känslighet för den så kallade Uppsalasilhuetten (domkyrkan och slottet sedda på avstånd) har länge präglat Uppsalas stadsplanering och är ett av flera skäl till att antalet byggnader högre än 5–6 våningar är litet, särskilt i stadskärnan. Stadsplanen från 1643 präglar fortfarande stadskärnans gatunät. Stora torget är med sina slutna hörn och fyra sammanstrålande huvudgator en unik platsbildning från stormaktstiden. De olika delarna av staden har en karaktär som varierar mellan liten storstad i de mer centrala delarna till stor småstad, exempelvis i delar av Luthagen. Det finns därför både pittoreska och storslagna vyer att uppleva i Uppsala om man vänder blicken åt "rätt håll". Flera stadsdelar i utkanterna har stor andel studenter i både studentkorridorer och vanliga lägenheter, exempelvis Flogsta, Rackarberget, och Gamla Studentstaden, ritad av Arthur von Schmalensee.
Vissa delar av Uppsala präglas av modernistisk bebyggelse från 1960- och 1970-talen, då stadssaneringsprojekt genomfördes. Till stor del revs nyklassicistiska hus från 1880-talet medan äldre och enklare låga hus ofta bevarades. Rivningarna brukar förklaras med den då rådande radikala tidsandan där nyrenässanshusen ansågs vara något av en symbol för klassamhället och det förgångna. De dåtida ägarförhållandena och rivningarnas ofta centrala läge kan delvis förklara varför inte enklare hus revs först eftersom många bevarade hus, som de kring norra delarna av Övre Slottsgatan och Svartbäcksgatan, inte ligger fullt så centralt som till exempel husen kring Stora Torget; dock försvann även många mindre centralt belägna nyrenässanshus, längs södra delarna av Dragarbrunnsgatan och Kungsgatan bland annat. Närhet till historiska eller symboliskt laddade platser som Universitetshuset eller Linnéträdgården kan också ha bidragit till att det slutligen skapades en bevarandeplan för vissa gatupartier. Att ett stort antal 1900-talshus i nybarock och jugend klarade sig undan grävskoporna skall dock till stor del förklaras med rådande ägarförhållanden. Som exempel kan nämnas Vasahuset som trots förfrågan om rivning klarade sig undan. Dock revs det så kallade Rappska huset i Luthagen som var ett av stadens mest påkostade jugendhus.
Många av de rivna 1880-talskvarteren ersattes av arkitektritade modernistiska byggnader med affärsvåning. I andra fall har enkla miljonprogramshus med förortskaraktär placerats mitt i centrala staden. Det finns i dag planer på att försöka "reparera" vissa hårt sargade kvarter och återskapa ett stadsmässigt gaturum. Modernistiska hus av det mer exklusiva slaget är bland andra Västmanlands-Dala nations hus av Alvar Aalto, Erik & Tore Ahlséns stora och representativa, men på sin tid utskällda, stadshus, samt Sven Ivar Linds Skandiahus vid Stora torget. Ett byggnad som fått mycket hård kritik är det experimentella Åhlénshuset vid Stora torget, som åter blev föremål fördiskussion i samband med den ombyggnad som stod klar 2016. Det nya aluminiumklädda Uppsala Konsert & Kongress har också fått hård kritik.
Carl Axel Ekholm ritade de flesta nyrenässanshusen från 1880-talet, av vilka färre än hälften står kvar, han skapade även några byggnader i nybarock och jugend, till exempel det brungula jugendhuset vid Vaksala torg. Ett av Ekholms hus revs (trots protester) så sent som 2005, då Bodénska huset fick lämna plats för det hårt kritiserade bygget av Uppsala Konsert & Kongress. Ture Stenberg står bakom många påkostade nybarockhus, vissa med dragning åt jugend, till exempel Grand Hotell Hörnan, Strandbergska huset och biologiska institutionen. Ullrich & Hallquisth var en stockholmsfirma som bland annat ritade bankpalats, till exempel gamla riksbankshuset på Bangårdsgatan och flera andra hus. Victor Holmgren lärdes upp av Ture Stenberg och skapade bland annat Musicum i Observatorieparken, Gillbergska barnhemmet, Hantverksföreningens borg (Slottsbiografen) och hörnhuset vid Celsiustorget. Gunnar Leche ritade 20-talshus åt borgare och bostadsrättsföreningar, Vaksalaskolan, Uppsalas första hyresområden, Gamla stadsbiblioteket, samt mycket mer. Han var inspirerad av Victor Holmgren och sin barndoms tyska Hansa-städer bland annat.
Väster om Fyrisån finns en rad historiskt betydelsefulla byggnader utöver slottet och domkyrkan, bland annat Gustavianum, Skytteanum och Carolina Rediviva.
Uppsala har få villor från 1800-talet. Det var först under 1900-talet som villabebyggelsen på allvar gjorde entré i stadsbilden. Stadsplanearkitekten Per Hallman ritade planerna för villaförstäderna på Kåbo gärde och i yttre Svartbäcken som började byggas på 1910-talet. Området Kåbo gärde byggdes som en villastad mellan stadens universitetsområden. Med sin placering nära Botaniska trädgården Linnéanum, universitetet, Stadsskogen samt Upplands regementes kaserner på Polacksbacken, var ursprungligen Kåbo till större delen bebott av professorer, andra universitetslärare och högre militära tjänstemän.
På 1960-talet togs ett beslut att Uppsala inte längre skulle expandera som ringar på vattnet utan i stället via nya förorter. Syftet var att ge invånarna närmare till grönområden och samtidigt spara åkermark (förorterna byggdes då ofta på skogsmark). Ett resultat är att framförallt de sydvästra delarna av Uppsala präglas av förortskaraktär, med luftighet, utspriddhet och långa avstånd, där ett tydligt exempel är Gottsunda. På senare tid har dock mer klassiska idéer kring hur en stad skall utformas börjat vinna mark igen, både i Uppsala och på andra orter. Expansionen av staden, i kombination med ökad inpendling, har lett till omfattande ökningar av biltrafiken i såväl centrum som längs omgivande trafikleder.

##### Viktiga kyrkliga byggnader

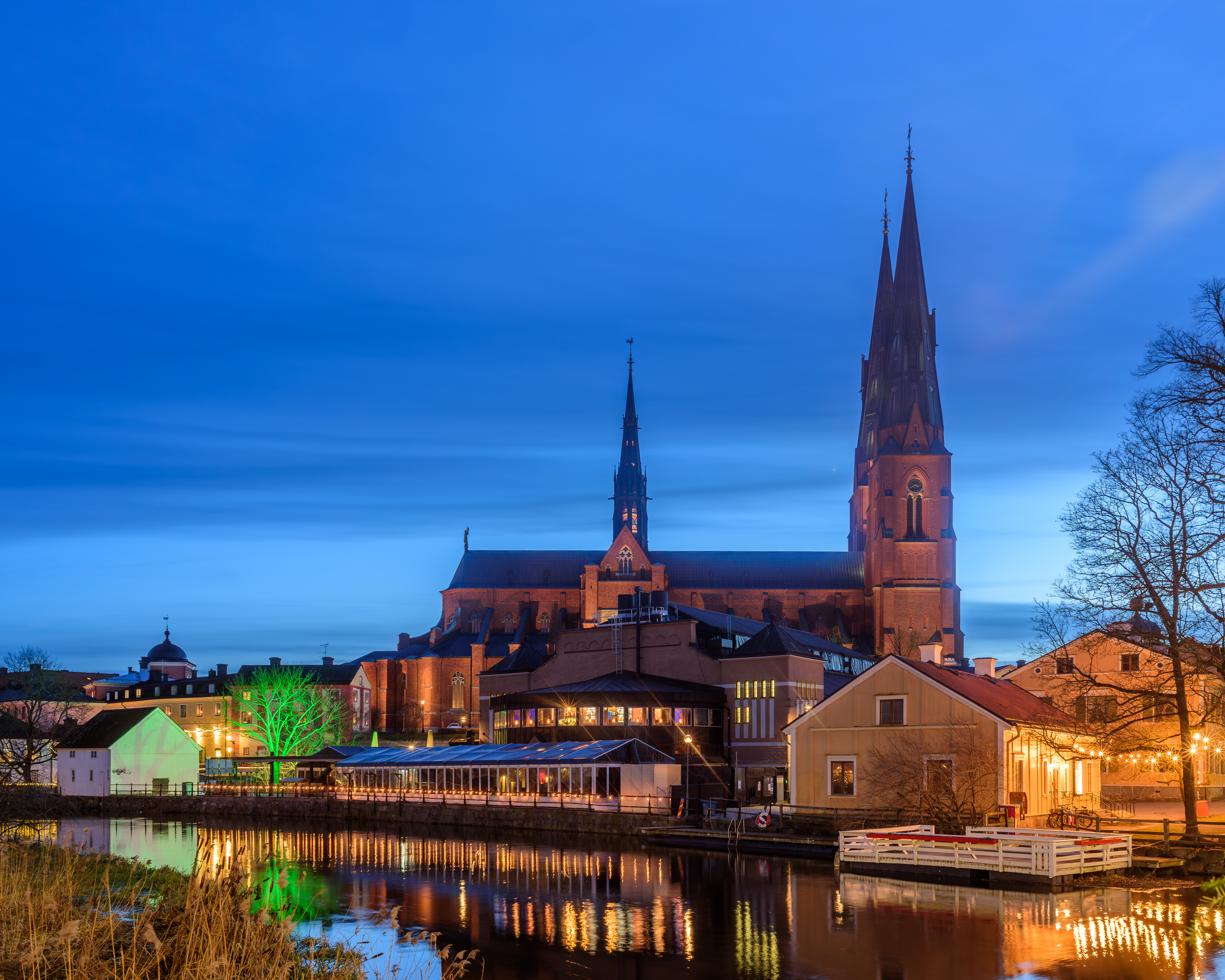
Uppsala domkyrka med Uppsala saluhall och Fyrisån i förgrunden.

- Domkyrkan, gotisk tegelbyggnad från 1435 och Nordens största kyrka dominerar stadsbilden fullständigt.[38]
- Helga Trefaldighets kyrka vid domkyrkan är troligen uppförd mot slutet av 1200-talet och nämns första gången 1302.[39]
- Dekanhuset, vitt hus vid Domkyrkan. Omnämnt redan 1326.[40]

##### Uppsala universitets byggnader
- Gustavianum, är i dag ett museum men var till en början det första universitetshuset för Uppsala universitet. Gustavianum är universitetets äldsta bevarade byggnad och är till större delen uppförd på 1620-talet.
- Universitetshuset, är Uppsala universitets nuvarande huvudbyggnad, uppförd 1887 av arkitekt Herman Holmgren.

Se Uppsala universitet för fler universitetsbyggnader.

##### Nationshus
Se Studentliv i Uppsala.

##### Andra viktiga historiska byggnader och anläggningar
- Hågahögen eller Kung Björns hög - kungshög från omkring 1000 före Kristus i Hågadalen.[41]
- Slottet - Vasaborg från 1500-talet med Gunillaklockan från 1702. Här firar Allmänna sången Valborg med vårbal och vårsång klockan 21.
- Uppsala gamla centralstation är byggd 1869 och ritad av Adolf W. Edelsvärd[42] med fontän och Bror Hjorths staty Näckens polska seden 1967.
- Upsala–Lenna Jernväg - smalspårig järnväg till Faringe från 1876, numera museijärnväg.[43]

##### Utveckling under 1900-talet
Nedan listas några äldre byggnader som rivits efter 1960- och 1970-talens stadssanering eller där rivning diskuteras.
Rivna hus
- Gamla Sjuksköterskeskolan på Akademiska sjukhusets område, 1930-tal, ritad av Viktor Holmgren.
- Bodénska huset, 1880-tal, ritat av Carl Axel Ekholm, kvarteret Gerd, rivet 2005.
- Övrig bebyggelse i kvarteret Gerd, 1800-talets mitt, riven omkr 1968 och 2004.
- Gamla kvinnokliniken på Akademiska sjukhuset, 1930-tal, rivet på 1990-talet.
- Gamla Konsum i korsningen Geijersgatan - Tiundagatan, välbevarad mycket tidig funkisbyggnad från tidigt 1930-tal, rivet 2007.
- Lindvalls kaffes äldre fabriksbyggnad, sekelskiftet 1900, rivet 2009.
- Västergården och Sörgården, 1930-tal, ritade av Gunnar Leche, kvarteret Idun, rivna 2009.
- Gamla barnkliniken på Akademiska sjukhusets område från 1919–1927, rivet 2009.
- Östra Station vid Roslagsgatan.
- Villa Lyckan, Villavägen 5, 1880-tal, kvarteret Blomman, rivet 2010.

Hus som sparats från rivning
- Norrbyska studenthemmet
- Prinshuset
- Klosettpalatset, Skolgatan, 1930-tal, tidigare studentbostäder, nu hotell, verkar nu (2010) inte längre vara hotat av rivning.
- Villa Göth - det arkitektoniska uttrycket "Brutalism" kommer från denna byggnad

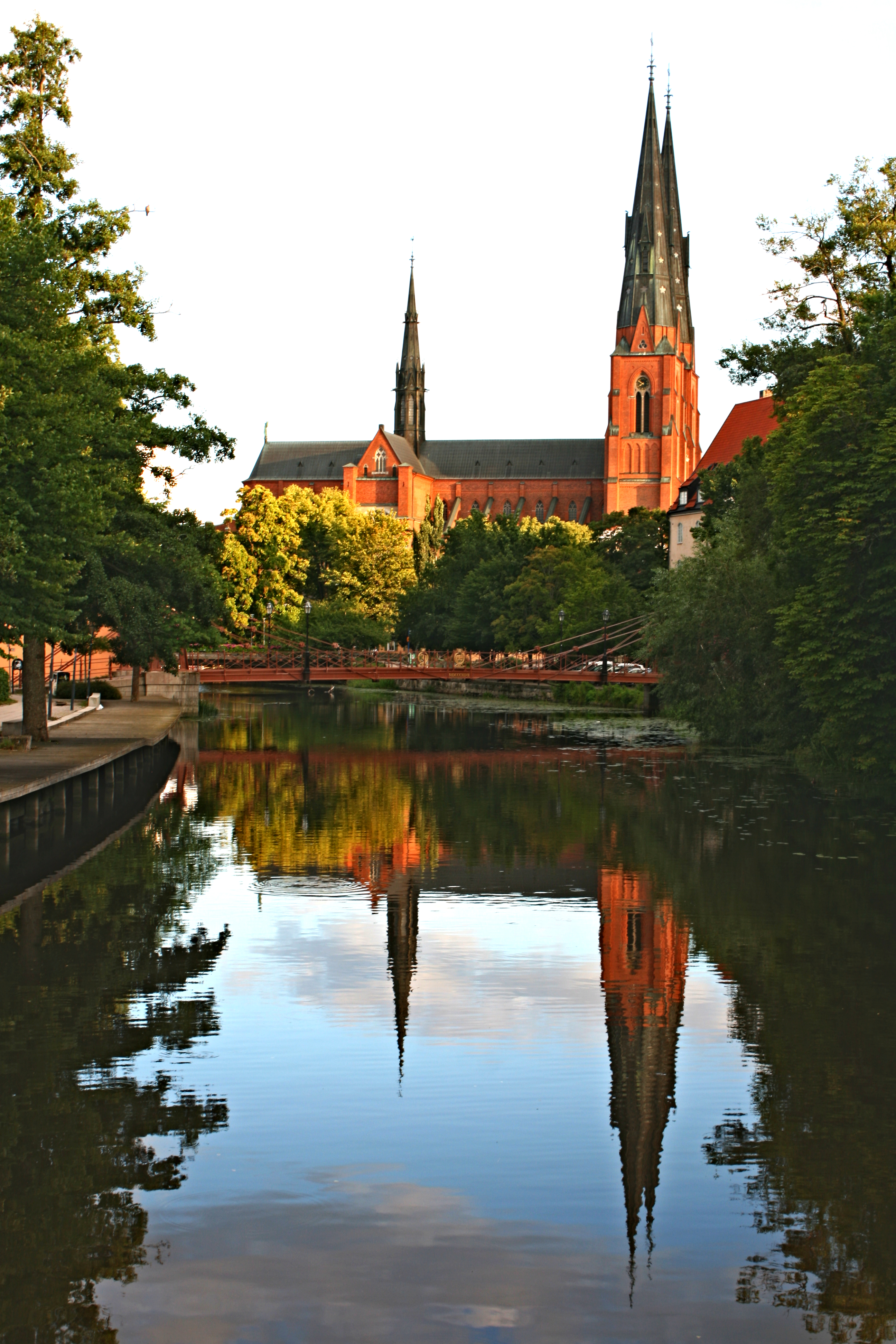
Utefter Fyrisån.

### Sport
Den största arenan i Uppsala är äventyrsbadet samt sport- och rekreationsanläggningen Fyrishov, som totalt hade 1 740 000 besökare 2016. Den idrott som drar mest publik är innebandy. Uppsalas har tre lag i Svenska superligan: Storvreta IBK och Hagunda IF i herrligan samt IK Sirius IBK i damligan. Lagen har hemmaplan i IFU Arena
I Uppsala finns rika möjligheter till friluftsliv. Man kan paddla i Ekoln eller Fyrisån. Det är också populärt att ströva, åka skidor eller cykla mountainbike i skogsområdena Stadsskogen, Lunsen eller Nåsten.
Under vintern åks det flitigt med skridskor på Ekoln där det brukar finnas en plogad bana mellan Skarholmen och Hammarskog, det finns många skidspår och det finns även möjlighet till utförsåkning i Sunnerstabacken strax söder om stan.
En bit utanför Uppsala ligger friluftsområdet Fjällnora som erbjuder bad, vandring och skridskoåkning. Strax söder om stan i närheten av Sunnersta finns även badplatser vid Ekoln. I Björklinge kring 20 kilometer norr om Uppsala finns även några badställen vid Långsjön.

#### Bandy
Uppsala är känt som en bandystad. På Studenternas IP spelades SM-finalen i bandy mellan 1991 och 2012 samt från 2018 och framåt. De mest framgångsrika klubbarna är IFK Uppsala, med 12 SM-guld, och IK Sirius, med 5 SM-guld. Andra klubbar är IF Vesta, IF Vindhemspojkarna, UNIK BK samt Uppsala BOIS.

#### Fotboll
Inom fotboll är Uppsala känt för sina damlag, med ett lag tidigare i damallsvenskan, Bälinge IF, tre - Danmarks IF, Gamla Uppsala Sport Klubb (GUSK) och IK Uppsala Fotboll - i division I och ett - Börje SK och - i division II.
Herrfotbollen hade i Uppsala en storhetstid på 1960- och 1970-talen med de största framgångarna av IK Sirius (SM-final vid 2 tillfällen, 3 allsvenska säsonger) och IFK Uppsala (SM-final vid 3 tillfällen) som också nådde framgångar i början av 1900-talet. Sedan 2017 spelar IK Sirius i Allsvenskan på Studenternas. I herrarnas Division III och Division IV spelar bland annat Gamla Upsala SK, Upsala IF, IK Fyris och Bälinge IF.

#### Övriga sporter
- På Fyrishov spelar även Uppsala Basket, tidigare KFUM Uppsala, sina hemmamatcher i Svenska basketligan. Där finns även Uppsala atletklubb, Uppsala fäktningsförening, Uppsala Judoklubb, Sveriges äldsta judoklubb, Uppsala volleybollsällskap, Upsala tyngdlyftningsklubb samt Upsala simsällskap, världens äldsta simförening och Sveriges äldsta idrottsförening.

- Almtuna IS spelar i Hockeyallsvenskan. Hemmamatcherna spelas i Gränbyhallen. Almtuna har tillsammans med Uppsala kommun börjat planera för Uppsala Arena, en ny multiarena norr om Gränby Centrum med plats för 8 000–9 000 åskådare. Denna byggnation skall ske i samband med att Gränby centrum expanderar. För lag i ishockeyns elitserie ställs flera krav på arenorna, bland annat plats för minst 4 000 åskådare.

- Uppsalas äldsta schackklubb Upsala allmänna schacksällskap (1905)

- Ekolns Segelklubb(ESK), Uppsala Kanotförening(UKF) samt Upsala Segelsällskap(USS) har fina traditioner med många SM-titlar inom segling. ESK och USS som ligger nere vid Skarholmen arrangerar SM och RM för olika båtklasser. Inne vid Fyrishov ligger Uppsala Paddlarklubb som är inriktade på forspaddling. Varje år arrangerar UPK Kvarncrossen vid Kvarnfallet i Fyrisån. Nere vid KFUM Uppsala finns Uppsala Vindsurfingklubb.

- Det finns en mindre motorsportsarena i Uppsala, Rörkens Motorstadion, där barn, ungdomar och andra utövare kan köra gokart, motocross och enduro.
- Uppsalas första curlinghall invigdes den 13 september 2008, och går under namnet SEAB-hallen. Uppsalas enda aktiva curlingklubb är IK Fyris Curling[45].
- Uppsala 86ers spelar amerikansk fotboll. sedan 2012 spelar laget åter i Superserien (högsta divisionen i Sverige), med Studenternas IP som hemmaplan.
- Fyrisfjädern har blivit svenska mästare i badminton för lag vid 6 tillfällen under 2000-talet, bland annat 2006.
- Inom tennis finns Upsala Tennisklubb som håller till i tennishallen UTK-hallen i Gränby.
- Uppsala har även fostrat en mängd duktiga alpinister i Uppsala Slalomklubb.
- Uppsalas roddklubb är Uppsala Akademiska Roddarsällskap.

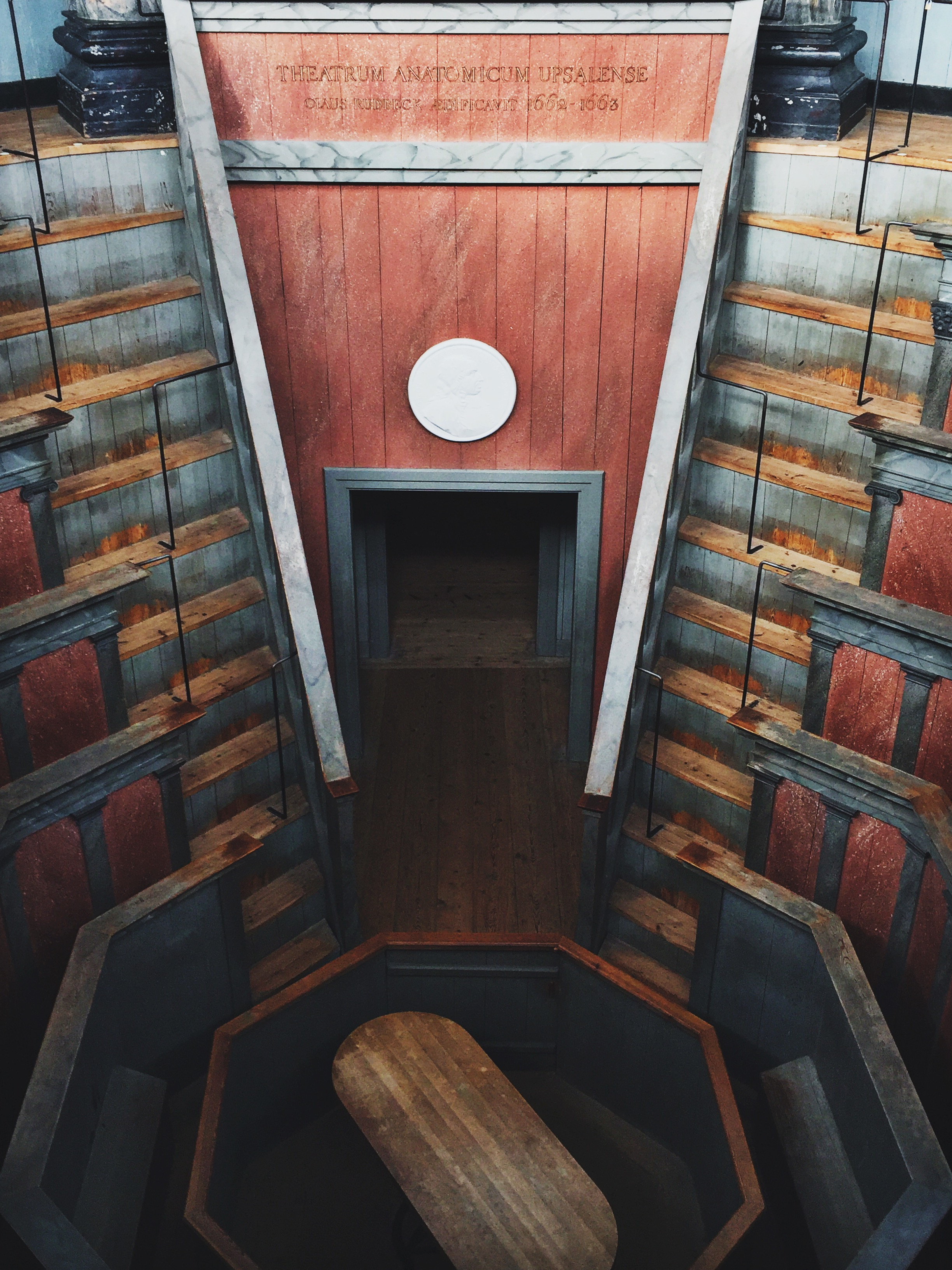
Den anatomiska teatern i Gustavianum - Uppsala universitetsmuseum.